# Filippo Brunelleschi
Filippo Brunelleschi, per esteso Filippo di ser Brunellesco Lapi (Firenze, 1377 – Firenze, 15 aprile 1446), è stato un architetto, ingegnere, scultore, matematico, orafo e scenografo italiano del Rinascimento. Considerato tra i primi architetti e progettisti dell'età moderna, Brunelleschi fu uno dei tre grandi iniziatori del Rinascimento fiorentino con Donatello e Masaccio. In particolare Brunelleschi, che era il più anziano, fu il punto di riferimento per gli altri due e a lui si deve l'invenzione o riscoperta della prospettiva a punto unico di fuga, o "prospettiva lineare centrica". Dopo un apprendistato come orafo e una carriera come scultore si dedicò principalmente all'architettura, costruendo, quasi esclusivamente a Firenze, edifici sia laici sia religiosi che fecero scuola. Tra questi spicca la cupola di Santa Maria del Fiore, un capolavoro ingegneristico costruito senza l'ausilio delle tecniche tradizionali, quali la centina, nota per la sua struttura autoportante.

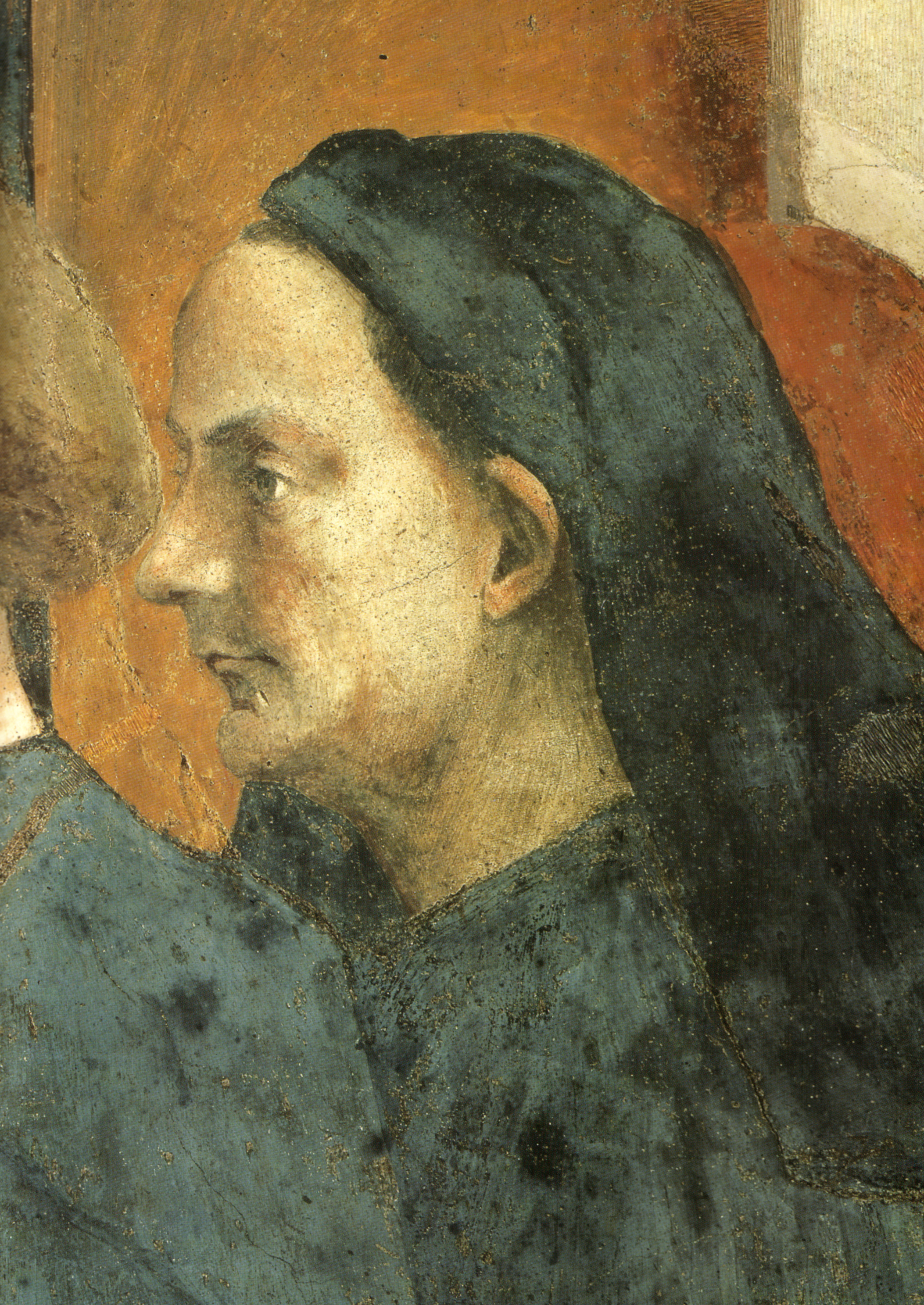
Presunto ritratto di Brunelleschi, Masaccio, San Pietro in cattedra (1423–1428), Cappella Brancacci, Firenze

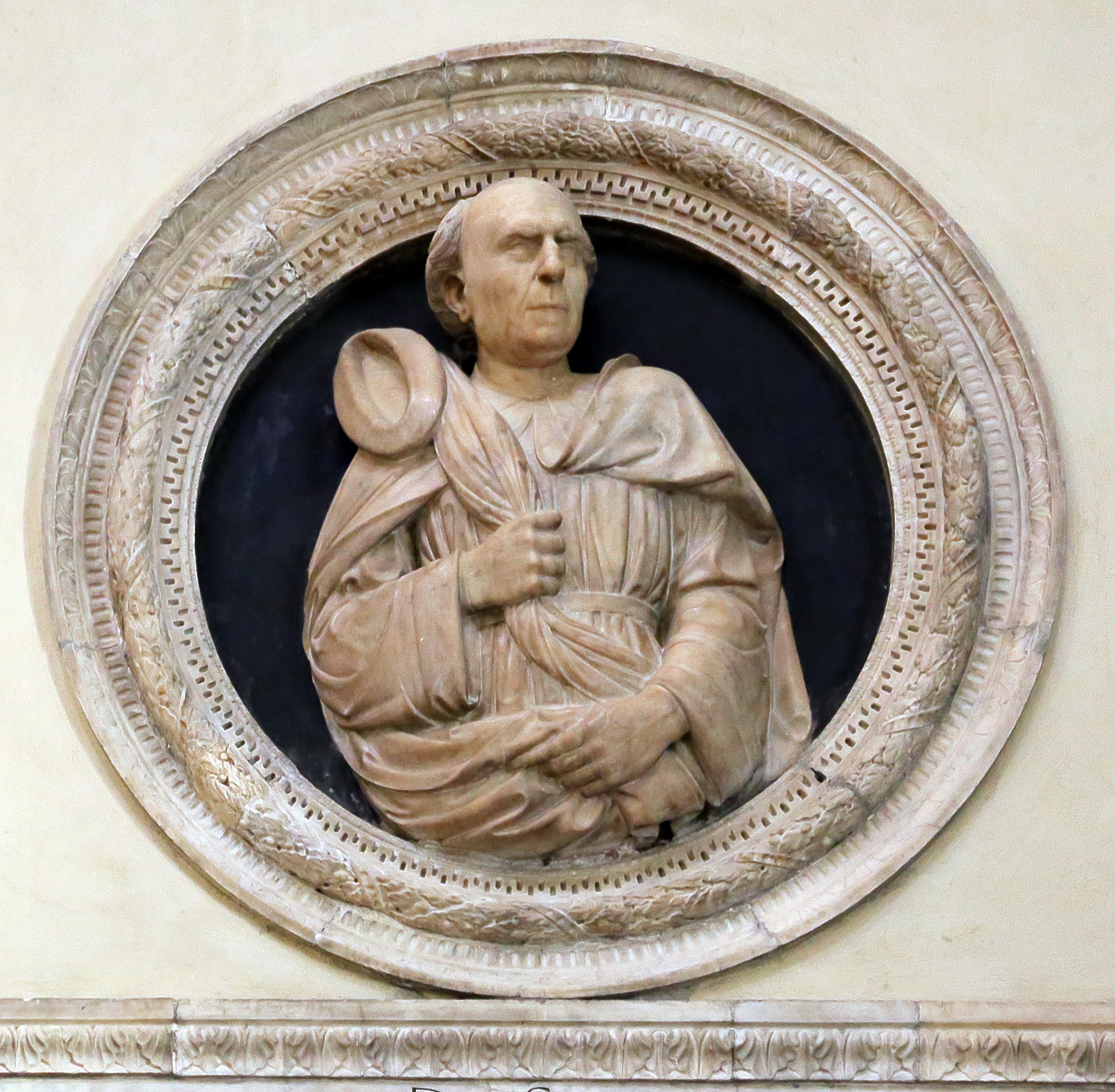
Il Buggiano, effigie di Filippo Brunelleschi (1447), Duomo di Firenze

Con Brunelleschi nacque la figura dell'architetto moderno che, oltre ad essere coinvolto nei processi tecnico-operativi, come i capomastri medievali, ha anche un ruolo sostanziale e consapevole nella fase progettuale: non esercita più un'arte meramente "meccanica", ma è ormai un intellettuale che pratica un'"arte liberale", fondata sulla matematica, la geometria e la conoscenza storica. La sua architettura si caratterizzò per la realizzazione di opere monumentali di ritmata chiarezza, costruite partendo da una misura di base (modulo) corrispondente a numeri interi, espressi in braccia fiorentine, da cui deriva multipli e sottomultipli per ricavare le proporzioni di un intero edificio. Riprese gli ordini architettonici classici e l'uso dell'arco a tutto sesto, indispensabili per la razionalizzazione geometrico-matematica delle piante e degli alzati. Un tratto distintivo della sua opera è anche la purezza di forme, ottenuta con un ricorso essenziale e rigoroso agli elementi decorativi. Tipico in questo senso fu l'uso della grigia pietra serena per le membrature architettoniche, che risaltava sull'intonaco chiaro delle pareti.

## Biografia e opere

### Origini e apprendistato (1377–1398)

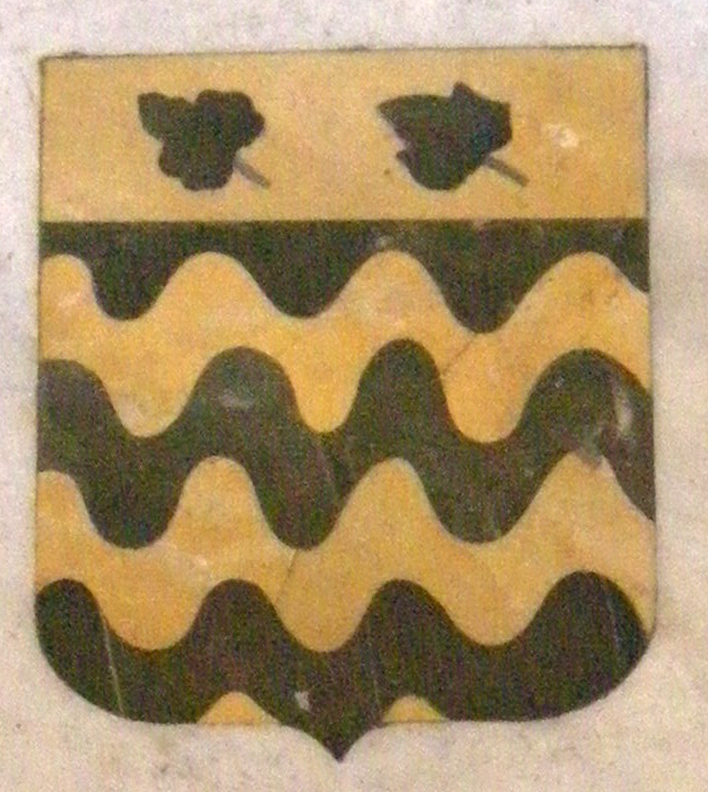
Lo stemma dei Lapi, famiglia di origine di Brunelleschi (San Marco, Firenze)

Filippo Brunelleschi era figlio del notaio ser Brunellesco di Filippo Lapi e di Giuliana Spini. Più o meno coetaneo di Lorenzo Ghiberti (nato nel 1378) e di Jacopo della Quercia (1371–1374 circa), crebbe in una famiglia agiata, che però non era imparentata con i nobili fiorentini Brunelleschi ai quali è tutt'oggi dedicata una via nel centro di Firenze. Suo padre era un professionista leale e stimato, che spesso venne incaricato di compiere ambascerie, come quella del 1364, quando fu inviato a Vienna a incontrare l'imperatore Carlo IV. La casa di famiglia si trovava verso la fine di via Larga (attuale via Cavour). Ebbe la casa dove visse e lavorò in via degli Agli, una via oggi scomparsa tra via dei Vecchietti e via dei Pescioni, nei pressi della chiesa di San Michele Bertelde a Firenze (attuale San Gaetano).
Filippo ricevette una buona istruzione, apprendendo a leggere e a scrivere. Tramite lo studio dell'abaco poté apprendere le nozioni di matematica e geometria pratica che facevano parte del bagaglio conoscitivo di ogni buon mercante, comprese le nozioni di prospettiva, che a quell'epoca indicavano la pratica per calcolare misure e distanze inaccessibili con un rilevamento diretto. Col tempo la sua cultura dovette arricchirsi delle materie del quadrivio, oltre che dalle letture personali (i testi sacri e Dante in primo luogo) e la conoscenza diretta di personaggi illustri, come Niccolò Niccoli, umanista e bibliofilo, e il politico Gregorio Dati. In quegli anni nacque in lui anche l'interesse per la pittura e il disegno, che diventarono la sua principale inclinazione. Il padre acconsentì alla scelta del figlio, senza insistere nel fargli seguire le sue orme negli studi giuridici, e lo mise a bottega da un orafo amico di famiglia, forse Benincasa Lotti, dal quale Filippo imparò a fondere e gettare i metalli, a lavorare con il cesello, con lo sbalzo, con il niello, a praticare castoni di pietre preziose, smalti e rilievi ornamentali, ma soprattutto praticò approfonditamente il disegno, base per tutte le discipline artistiche.
Il suo primo biografo, l'allievo Antonio di Tuccio Manetti, riportò come nel periodo di apprendistato uscirono dalle sue mani orologi meccanici e un "destatoio", una delle prime menzioni documentate di una sveglia.

### L'altare di San Jacopo (1399–1401)

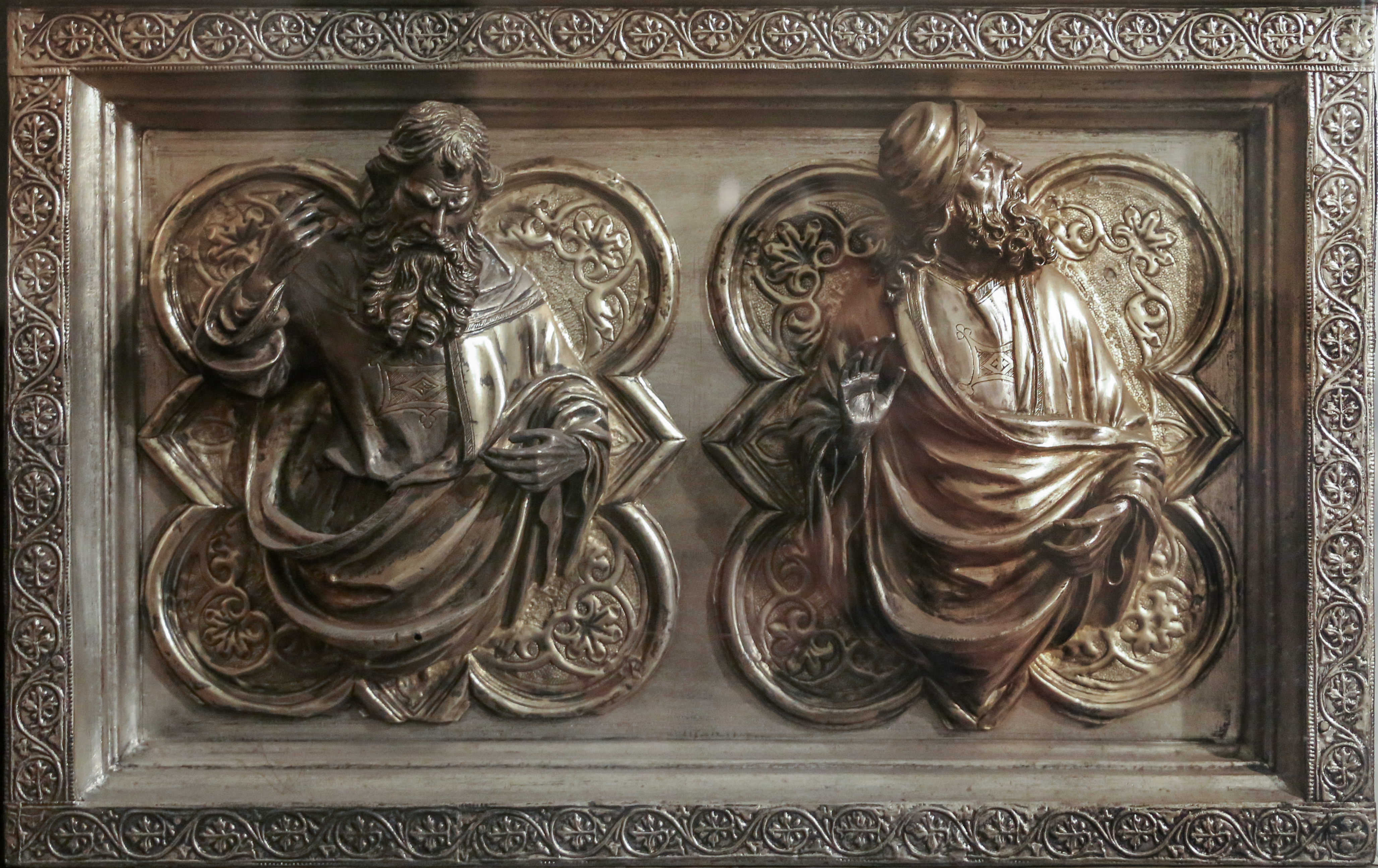
Geremia e Isaia dell'Altare di San Jacopo 1400–1401

Verso la fine del secolo il suo apprendistato poteva dirsi concluso. Nel 1398 Filippo si iscrisse all'Arte della Seta, immatricolandosi poi come orafo nel 1404. Tra il 1400 e il 1401 si recò a Pistoia al seguito della bottega di Lunardo di Mazzeo e Piero di Giovanni da Pistoia per lavorare al completamento dell'altare di San Jacopo, un prezioso altare-reliquiario argenteo tuttora conservato nella cattedrale di San Zeno. Nel contratto di allogazione, datato 1399, venne nominato come "Pippo da Firenze", incaricandolo di alcuni lavori in particolare. Alla sua mano sono attribuite le statuette di Sant'Agostino e dell'Evangelista seduto (forse San Giovanni) e due busti entro quadrilobi dei profeti Geremia e Isaia (quest'ultimo non è chiaramente identificato): si tratta delle sue prime opere conosciute. In questi lavori giovanili si nota già un'esecuzione raffinata, con una struttura corporea ben modellata e salda, che dialoga con lo spazio circostante tramite gesti eloquenti e torsioni.

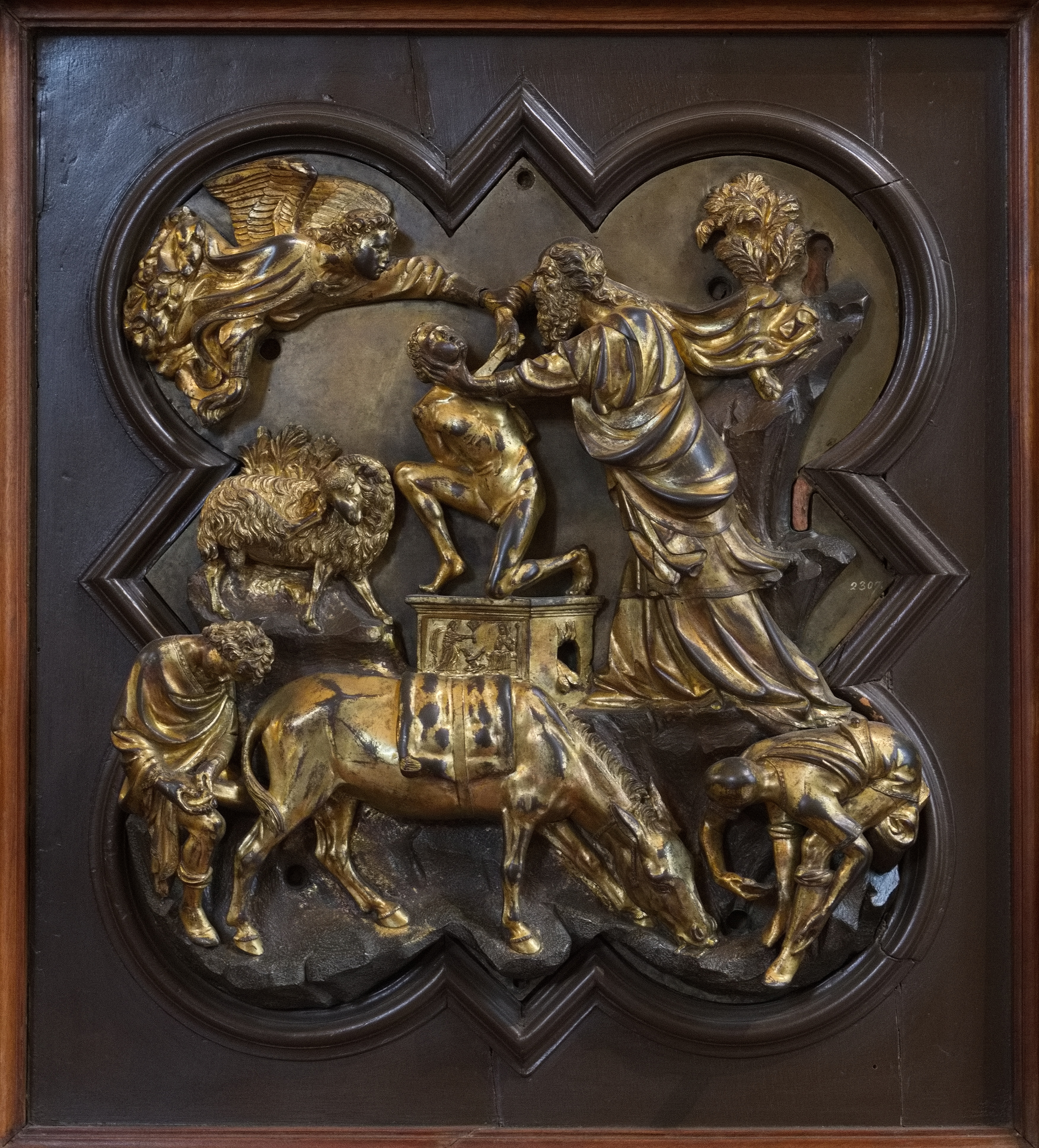
Il Sacrificio di Isacco di Brunelleschi (1401)

### Il sacrificio di Isacco (1401–1402)
Nel 1401 i Consoli dell'Arte di Calimala indissero il concorso per la realizzazione della seconda porta bronzea del Battistero fiorentino. Venne richiesto ai partecipanti di costruire una formella con il tema del sacrificio di Isacco, disponendovi le figure di Abramo nell'atto di sacrificare il figlio su un altare, l'angelo che interviene per fermarlo, l'ariete che dovrà essere immolato al posto di Isacco e infine il gruppo con l'asino e i due servitori. Brunelleschi divise in due la scena: in basso l'asino, con accanto i servitori, che tendono a debordare fuori dalla cornice. La scena di sinistra è una citazione dello Spinario: questo gruppo forma la base per la costruzione piramidale della parte superiore della formella. Qui, al vertice, è raffigurato lo scontro delle tre volontà dei protagonisti della scena, culminante nel nodo delle mani di Abramo, il cui corpo all'indietro è sottolineato dal fluttuare del suo manto mentre stringe il collo di Isacco, deformato dal terrore e piegato in senso contrario al corpo paterno, mentre l'angelo ferma Abramo afferrandogli il braccio.
Nella competizione, secondo il suo primo biografo Antonio Manetti, vinse alla pari con Lorenzo Ghiberti che, però, si rifiutò di collaborare con lui perché i loro stili erano differenti, e il lavoro fu assegnato solamente a Ghiberti, che completò la porta del battistero.

### Il viaggio a Roma (1402–1404)
Deluso dall'esito del concorso - approfittando del momento di relativa tranquillità politica che dalla morte di Gian Galeazzo Visconti (1402) perdurò fino a quella di Bonifacio IX (1404), con l'ingresso del re di Napoli Ladislao nell'Urbe - nel 1402 Brunelleschi si recò a Roma per studiare "l'antico", con Donatello, allora ventenne, con il quale si andava instaurando un intenso rapporto di amicizia. Il soggiorno romano fu cruciale per le vicende artistiche di entrambi. Qui poterono osservare i copiosi resti antichi, copiarli e studiarli per trarre ispirazione. Il Vasari racconta come i due vagassero nella città spopolata alla ricerca di "pezzi di capitelli, colonne, cornici e basamenti di edifizii", mettendosi a scavare quando li vedevano affiorare dal terreno. La coppia veniva chiamata per dileggio "quella del tesoro", poiché si pensava che scavassero alla ricerca di tesori sepolti, e in effetti in qualche occasione rinvennero materiali preziosi, come qualche cammeo o pietra dura intagliata o, addirittura, una brocca piena di medaglie. Entro il 1404 Donatello era già rientrato a Firenze, per collaborare con Ghiberti alla creazione dei modelli in cera per la porta del Battistero. Filippo restò ancora a Roma, pagandosi l'alloggio con saltuari lavori da orafo. Nel frattempo il suo interesse si spostò dalla scultura all'architettura, dedicandosi, sempre secondo il Manetti, allo studio degli edifici romani, cercando di capirne i segreti e i dettagli strutturali. Brunelleschi si concentrò soprattutto sulle proporzioni degli edifici e sul recupero delle tecniche di costruzione antiche. Negli anni successivi dovette tornare a Firenze, dove è documentato ma non in maniera continuativa, spostandosi probabilmente per tornare di nuovo a Roma in più occasioni.

### Il rientro a Firenze (1404–1409)
Fin dal 1404 venne consultato a Firenze per importanti questioni d'arte, prime fra tutte il cantiere di Santa Maria del Fiore, per il quale fornì consulenze tecniche e modelli, come quello a proposito di un contrafforte (1404).
Gli anni del primo decennio del Quattrocento sono descritti dai biografi con vari aneddoti, come quello del sarcofago romano visto nel duomo di Cortona da Donatello, che Brunelleschi andò seduta stante a copiare, o quello dello scherzo al legnaiolo Manetto di Jacopo Ammannatini detto il Grasso (datato dai biografi al 1409), che per la vergogna avrebbe deciso di emigrare in Ungheria al seguito di Pippo Spano.

### Il Crocifisso di Santa Maria Novella (1410 circa)
L'attività principale di Brunelleschi fino al 1440 circa fu quella di scultore, e anche dopo la realizzazione dei grandi edifici per cui è maggiormente famoso continuò saltuariamente a ricevere commissioni di scultura.
Le fonti e i documenti ricordano vari lavori scultorei di gioventù, tra le quali una Maria Maddalena per Santo Spirito che non ci è pervenuta, forse distrutta nell'incendio del 1471. Resta invece il Crocifisso databile intorno al 1410–1415.
Vasari riporta con dovizia di particolari un curioso aneddoto sulla reazione di Brunelleschi alla vista del crocifisso di Santa Croce di Donatello, che trovò troppo "contadino" e in risposta al quale scolpì il suo. In realtà gli studi più recenti tendono a smentire l'episodio, collocando le due opere a una distanza tra i due e i dieci anni l'una dall'altra, anche se è molto probabile che i due amici ebbero modo di confrontarsi sul tema.
Se il Cristo di Donatello era colto nel momento dell'agonia con occhi semiaperti, bocca dischiusa e corpo sgraziato, quello di Brunelleschi era improntato a una solenne gravitas, con un attento studio delle proporzioni e dell'anatomia del corpo nudo, secondo uno stile essenziale ispirato all'antico. Esso è perfettamente inscrivibile in un quadrato, con le braccia aperte che misurano esattamente quanto l'altezza. Secondo Luciano Bellosi la scultura di Brunelleschi sarebbe "la prima opera rinascimentale della storia dell'arte", punto di riferimento per gli sviluppi successivi di Donatello, Nanni di Banco e Masaccio.

### Le statue per Orsanmichele (1412 circa–1415)

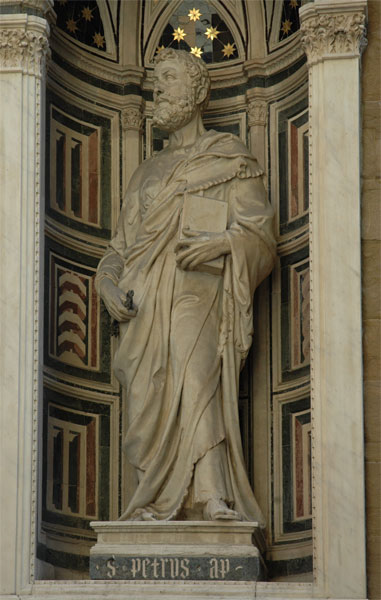
San Pietro di Orsanmichele (replica)

Agli inizi del secondo decennio del Quattrocento Brunelleschi e Donatello furono chiamati per partecipare alla decorazione delle nicchie di Orsanmichele. Secondo Vasari e altre fonti cinquecentesche (ma non la biografia di Antonio Manetti), i due ricevettero congiuntamente la commissione per il San Pietro dell'Arte dei Beccai e il San Marco dell'Arte dei Linaioli e Rigattieri, ma Brunelleschi declinò presto l'opera lasciando il campo libero al collega. La critica recente ha invece attribuito il San Pietro, databile al 1412, proprio a Brunelleschi, per l'altissima qualità dell'opera, con il vestito all'antica, come in una delle statue di antichi romani, i polsi magri e tendinosi, come nel Sacrificio di Isacco, le teste con le profonde bozze oculari, le rughe che solcano la fronte e i tratti energici del naso che richiamano i rilievi dell'altare d'argento di San Jacopo a Pistoia. Il San Marco invece, databile al 1413, è opera unanimemente attribuita a Donatello e pare ispirata proprio all'atteggiamento del San Pietro.
Alcuni, più prudentemente, preferiscono parlare di un Maestro del San Pietro di Orsanmichele, a cui è attribuita anche la Madonna col Bambino del museo di palazzo Davanzati a Firenze, conosciuta in molte copie tra cui una in legno policromo al Museo del Bargello.
Nel 1412 Brunelleschi si trovò a Prato, invitato a dare una consulenza sulla facciata del duomo.
Nel 1415 ristrutturò il Ponte a mare a Pisa, ora distrutto, e lo stesso anno fu consultato con Donatello per progettare sculture da collocare sugli sproni del Duomo di Firenze, tra cui una statua gigantesca in piombo dorato, che pare non fu mai realizzata.

### L'invenzione della prospettiva lineare (1416 circa)
Brunelleschi fu l'inventore della prospettiva a punto unico di fuga, che fu l'elemento più tipico e caratterizzante nelle rappresentazioni artistiche del Rinascimento fiorentino e italiano in generale.
Durante la sua formazione giovanile ebbe sicuramente a che fare con nozioni di ottica, comprese quelle di perspectiva, che all'epoca indicava un metodo per calcolare distanze e lunghezze mettendole a confronto con dimensioni note. Grazie forse all'amicizia con Paolo dal Pozzo Toscanelli Brunelleschi poté ampliare le proprie conoscenze, arrivando a formulare poi le regole della "prospettiva" geometrica lineare centrica come la intendiamo oggi, cioè come metodo di rappresentazione per creare un mondo illusionisticamente reale.
Per arrivare a un traguardo così importante, che segnò in modo cruciale la figurazione occidentale, Brunelleschi si servì di due tavolette in legno, costruite entro il 1416, con vedute urbane dipinte sopra, entrambe perdute ma note attraverso le descrizioni che ne fece Leon Battista Alberti.

#### Il pannello del Battistero
Il primo pannello era di forma quadrata, con il lato lungo circa 29 cm, e rappresentava una veduta del Battistero di Firenze dal portale centrale di Santa Maria del Fiore. La sinistra e la destra erano scambiate, poiché esso doveva essere guardato attraverso uno specchio, mettendo l'occhio in un foro in basso sull'asse centrale della tavola stessa e tenendo lo specchio con il braccio. Alcuni accorgimenti erano stati presi per dare un effetto naturale all'immagine: il cielo nella tavoletta era rivestito con carta argentata, per poter riflettere la luce atmosferica naturale e il foro era svasato, più largo vicino alla superficie dipinta, più piccolo dal lato dove si appoggiava l'occhio.
Innanzitutto Brunelleschi, stando dentro il portale, poteva annotare una "piramide visiva", cioè quella porzione di spazio visibile davanti a lui non nascosta dagli stipiti. Analogamente, se si metteva l'occhio nel foro si generava una piramide visiva, che aveva il centro nel punto esatto del foro. Ciò permetteva di fissare un punto di vista unico e fisso, impossibile da ottenere con le vedute a tutto campo.
Per misurare le distanze (tramite il metodo dei triangoli simili, ben noto all'epoca) bastava mettere davanti alla tavoletta uno specchio parallelo e della stessa forma e calcolare quanta distanza serviva per inquadrare tutta l'immagine: più lo specchio era piccolo e più lontano esso doveva essere messo. Si poteva così stabilire un rapporto proporzionale costante tra immagine dipinta e immagine riflessa nello specchio (misurabile in tutte le dimensioni), e calcolare la distanza tra gli oggetti reali (il vero Battistero) e il punto di osservazione, tramite un sistema di proporzioni. Da ciò si poteva disegnare una sorta di intelaiatura prospettica utile alla rappresentazione artistica, e inoltre era dimostrato l'esistenza del punto di fuga verso il quale gli oggetti rimpicciolivano.

#### Il pannello di piazza della Signoria
Un secondo pannello, dove era presa una raffigurazione di piazza della Signoria vista dall'angolo con via de' Calzaiuoli, era di utilizzo ancora più semplice, poiché non richiedeva l'uso dello specchio riflettente (bastava chiudere un occhio) e per questo non era invertita. Sulla tavoletta il cielo sopra gli edifici era stato tagliato via, per cui bastava sovrapporre l'immagine dipinta all'immagine reale fino a farle coincidere e calcolare le distanze. In questo caso era più facile definire la rappresentazione sulla tavoletta entro una piramide visiva, che aveva il vertice sul punto di fuga e la base all'altezza dell'occhio dello spettatore.
In entrambi gli esperimenti era data grande importanza al cielo naturale, infatti in quegli anni si maturò la rottura con la tradizione medievale e i suoi astratti fondi oro o, tutt'al più, blu lapislazzuli, in favore di una rappresentazione più realistica.

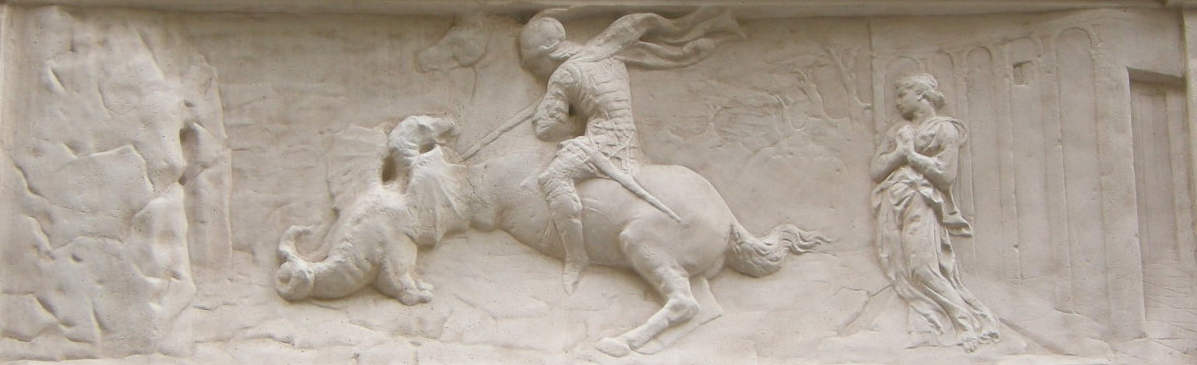
Donatello, San Giorgio libera la principessa (copia dell'originale sulla nicchia di Orsanmichele, Firenze)

Con questi studi Brunelleschi elaborò il metodo della prospettiva lineare unificata, che organizzava razionalmente le figure nello spazio. Gli storici e teorici successivi sono concordi nel riconoscere a Brunelleschi la paternità di tale scoperta, da Leon Battista Alberti al Filarete, a Cristoforo Landino.
Questa tecnica venne adottata anche dagli altri artisti perché si accordava con la nuova visione del mondo rinascimentale, che creava spazi finiti e misurabili in cui l'uomo era posto come misura e centro di tutte le cose. Uno dei primi ad applicare questo metodo in un'opera artistica fu Donatello, nel rilievo del San Giorgio libera la principessa (1416-1417) per il tabernacolo dell'Arte dei Corazzai e Spadai in Orsanmichele.

### Il concorso per la cupola di Santa Maria del Fiore (1418)

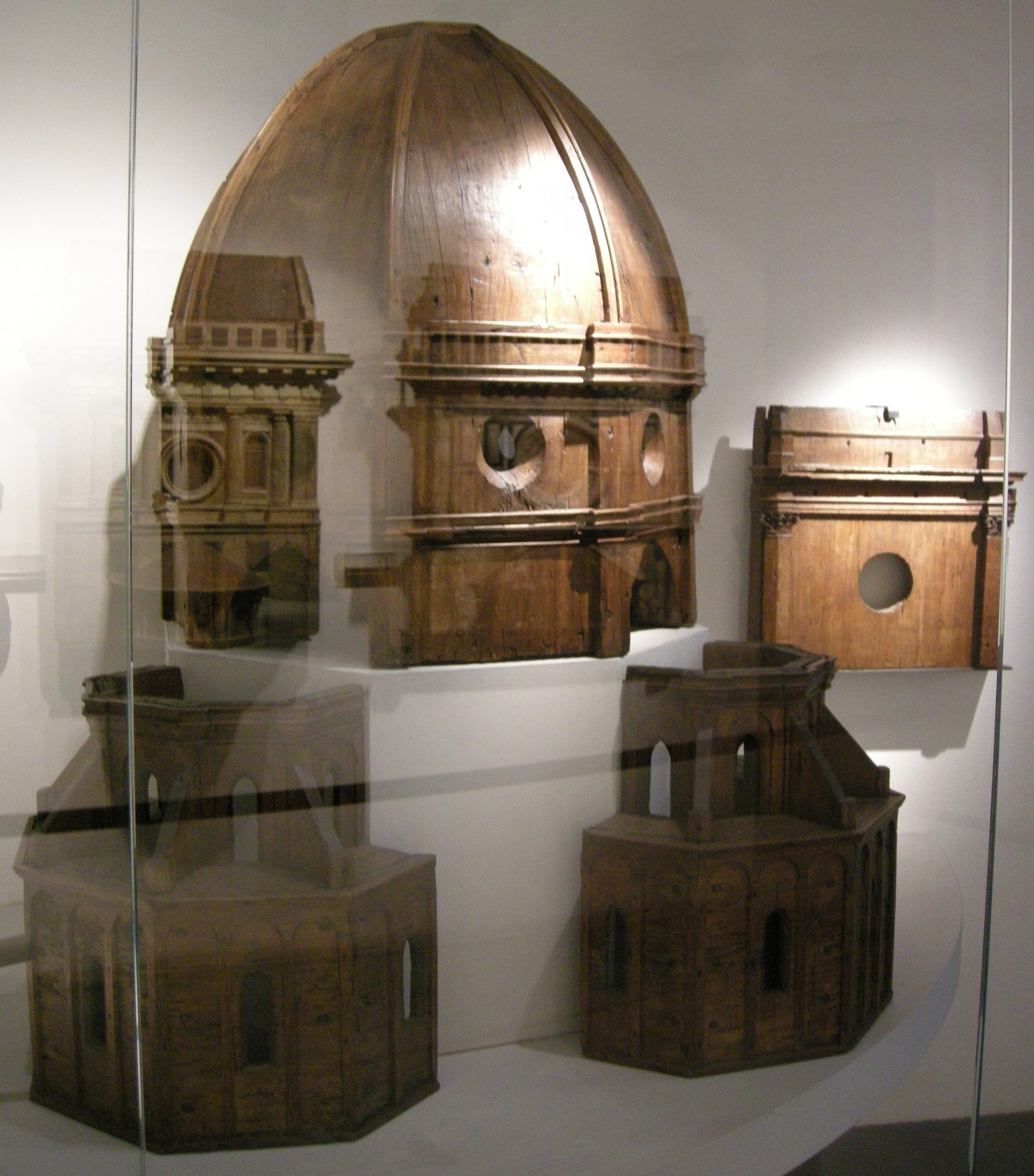
Modello ligneo della cupola e delle absidi di Santa Maria del Fiore, attribuito a Brunelleschi, Museo dell'Opera del Duomo, Firenze

Già dal primo decennio del XV secolo Brunelleschi ricevette incarichi da parte della Repubblica di Firenze per la costruzione o ristrutturazioni di fortificazioni, come quelle di Staggia (1431) o di Vicopisano, che sono le meglio conservate delle sue architetture militari. Poco dopo iniziò a studiare il problema della cupola di Santa Maria del Fiore, che fu l'opera esemplare della sua vita, dove sono presenti anche intuizioni esplicitate poi in opere future.
Brunelleschi era già stato interpellato più volte riguardo alla fabbrica del Duomo: nel 1404 con una commissione consuntiva circa un contrafforte, nel 1410 per una fornitura di mattoni, nel 1417 per non precisate "fatiche durate intorno alla cupola". Tra il 1410 e il 1413 era intanto stato costruito il tamburo ottagonale, alto tredici metri dal soffitto della navata maggiore, largo non meno di 42 e con muri spessi quattro metri, che aveva ulteriormente complicato il progetto originario di Arnolfo di Cambio. Una cupola così grande non era mai stata messa in opera dai tempi del Pantheon e le tecniche tradizionali, con le impalcature e le armature di legno, sembravano improponibili per l'altezza e la vastità del foro da coprire. Nessuna varietà di legno avrebbe potuto reggere nemmeno provvisoriamente il peso di una copertura così ampia finché la cupola non fosse stata chiusa dalla lanterna.
Il 19 agosto del 1418 venne bandito un concorso pubblico per affrontare il problema della copertura offrendo 200 fiorini d'oro a chi fornisse dei modelli e disegni soddisfacenti per le centine, le armature, i ponti, gli strumenti per sollevare il materiale e quant'altro. Oltre ai problemi tecnici e ingegneristici, la cupola doveva anche concludere armonicamente l'edificio, sottolineandone il valore simbolico e imponendosi sullo spazio urbano e dei dintorni. Dei diciassette partecipanti vennero ammessi a una seconda selezione Filippo Brunelleschi, autore di un apposito modello ligneo, e Lorenzo Ghiberti. Filippo allora perfezionò il suo modello ligneo ("grande come un forno"), apportando variazioni, aggiustamenti e modelli aggiuntivi, per dimostrare la fattibilità di una cupola senza armatura. Alla fine del 1419, con l'aiuto di Nanni di Banco e Donatello, Brunelleschi inscenò una dimostrazione in piazza del Duomo, realizzando un modello di cupola in mattoni e calcina senza armatura, nello spazio tra il Duomo e Campanile. La dimostrazione impressionò positivamente gli Operai del Duomo e risulta pagato 45 fiorini d'oro, il 29 dicembre 1419.
Il 27 marzo 1420 fu sollecitata una consultazione finale, che assegnò infine i lavori (il 26 aprile) a Brunelleschi e Ghiberti, nominati Provveditori della cupola, affiancandoli al capomastro della fabbrica Battista d'Antonio. Lo stipendio era modesto: solo tre fiorini a testa. Il "vice" sostituto di Brunelleschi fu Giuliano d'Arrigo, detto il Pesello, mentre Ghiberti nominò Giovanni di Gherardo da Prato. La decisiva consultazione venne festeggiata con una colazione a base di vino, baccelli (fave in toscano), pane e melarance.

### Lo Spedale degli Innocenti (dal 1419)

Lo Spedale degli Innocenti

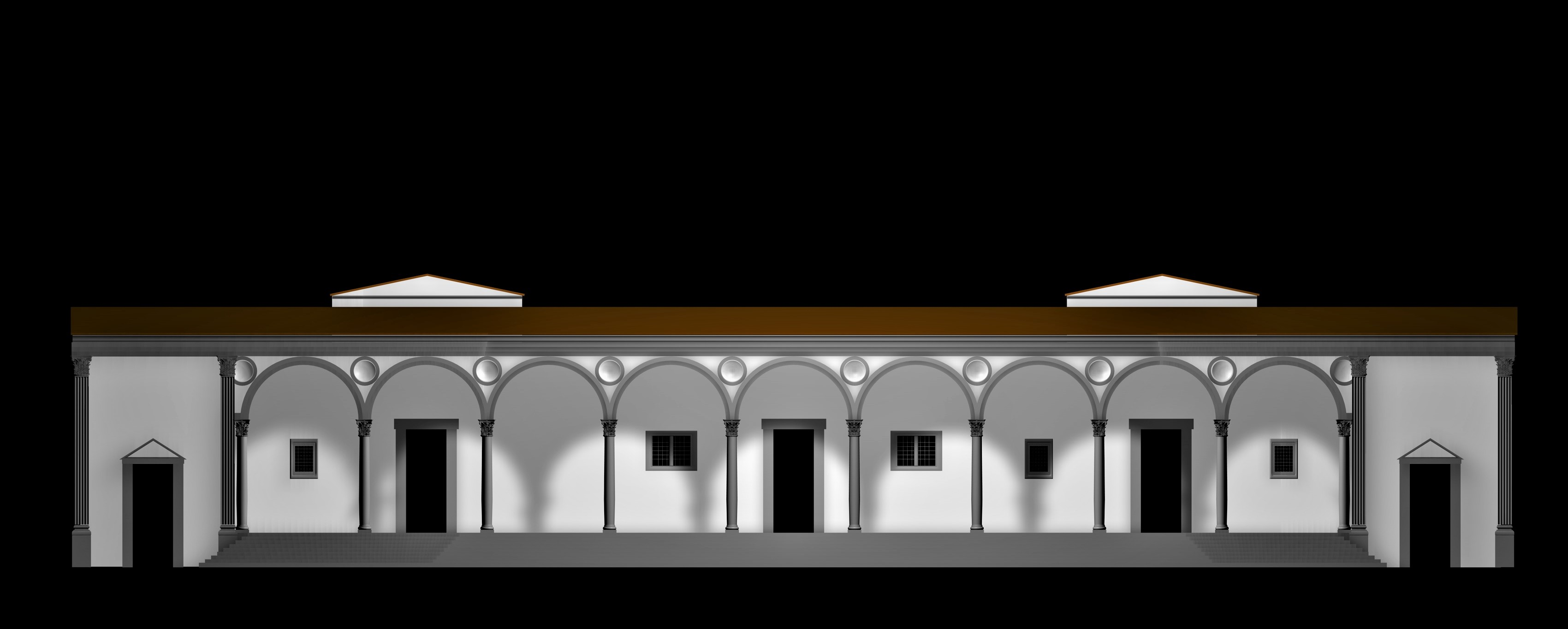
Ricostruzione del prospetto dell'Ospedale degli Innocenti secondo il progetto originario di Brunelleschi

Nel 1419 iniziò a lavorare su commissione dell'Arte della Seta allo Spedale degli Innocenti, il primo edificio costruito secondo canoni classici. Esso era un brefotrofio e Brunelleschi progettò un complesso che riprendeva la tradizione di altri ospedali, come quello di San Matteo (della fine del XIV secolo). Lo schema prevedeva un porticato esterno in facciata, che dà accesso a un cortile quadrato dove si affacciano due edifici a base rettangolare di uguali dimensioni, rispettivamente la chiesa e l'abituro, cioè il dormitorio; nel piano seminterrato si aprono i saloni per l'officina e la scuola. La costruzione venne avviata il 19 agosto 1419, e i pagamenti documentano la presenza di Brunelleschi al cantiere fino al 1427, dopo di che subentrò probabilmente Francesco della Luna. Aggiunte e modifiche al progetto originario di Brunelleschi sono oggi di controversa identificazione, ma sicuramente ci furono e furono rilevanti, come testimonia Antonio Manetti, che riporta varie critiche del maestro ai prosecutori dei lavori. Il portico esterno fu sicuramente opera di Brunelleschi; esso funge da cerniera fra lo Spedale e la piazza ed è composto da nove campate con volte a vela e archi a tutto sesto poggianti su colonne in pietra serena dai capitelli corinzi con pulvino.

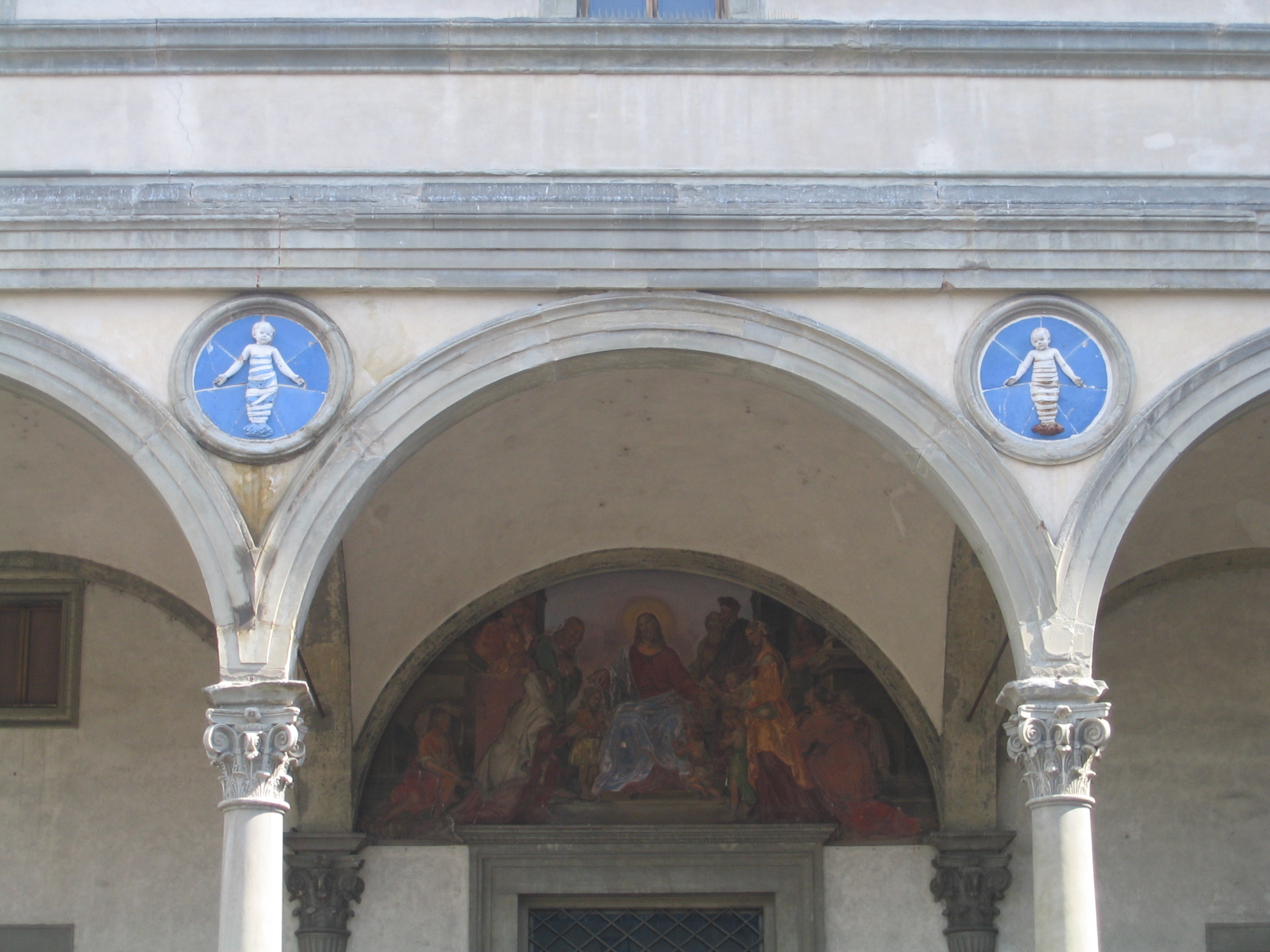
Il modulo del portico, con i tondi di Andrea della Robbia, aggiunti solo nel 1487

Una serie di scelte per contenere i costi fu alla base di una delle più felici realizzazioni architettoniche del Rinascimento, che ebbe uno straordinario influsso sull'architettura successiva, venendo reinterpretato in infiniti modi. Innanzitutto vennero scelti dei materiali a basso costo come la pietra serena per le membrature architettoniche, fino ad allora poco usata per via della sua fragilità agli agenti atmosferici, e l'intonaco bianco, che crearono quell'equilibrata bicromia di grigio e bianco che divenne un tratto caratteristico dell'architettura fiorentina e rinascimentale in generale.
Inoltre, sempre per risparmiare, venne scelta della manodopera poco esperta, che rese necessaria una semplificazione delle tecniche di misurazione e di costruzione. Il modulo (10 braccia fiorentine, circa 5, 84 metri) definiva l'altezza dalla base della colonna al pulvino compreso, la larghezza del portico, il diametro degli archi e l'altezza del piano superiore misurata oltre il cornicione; mezzo modulo era inoltre il raggio delle volte e l'altezza delle finestre; il doppio del modulo era l'altezza dal piano del calpestio del portico al davanzale delle finestre. Il risultato, forse inaspettato per lo stesso Brunelleschi, fu quello di un'architettura estremamente nitida, dove si può cogliere spontaneamente il ritmo semplice ma efficace delle membrature architettoniche, come una successione ideale, sotto il portico, di cubi sormontati da semisfere inscrivibili nel cubo stesso.
Il modulo calcolato in maniera tradizionale (distanza tra gli assi delle colonne) dà la misura di undici braccia, che venne usata a sua volta come modulo nel corpo centrale dello Spedale e in altre architetture di Brunelleschi come San Lorenzo e Santo Spirito.
Brunelleschi non si limitò a progettare la facciata dell'edificio ma ne studiò la funzione sociale, raccordando la piazza su cui sorge (piazza della Santissima Annunziata) e il centro della città (il duomo) tramite l'attuale via dei Servi.

### La costruzione della cupola (dal 1420)

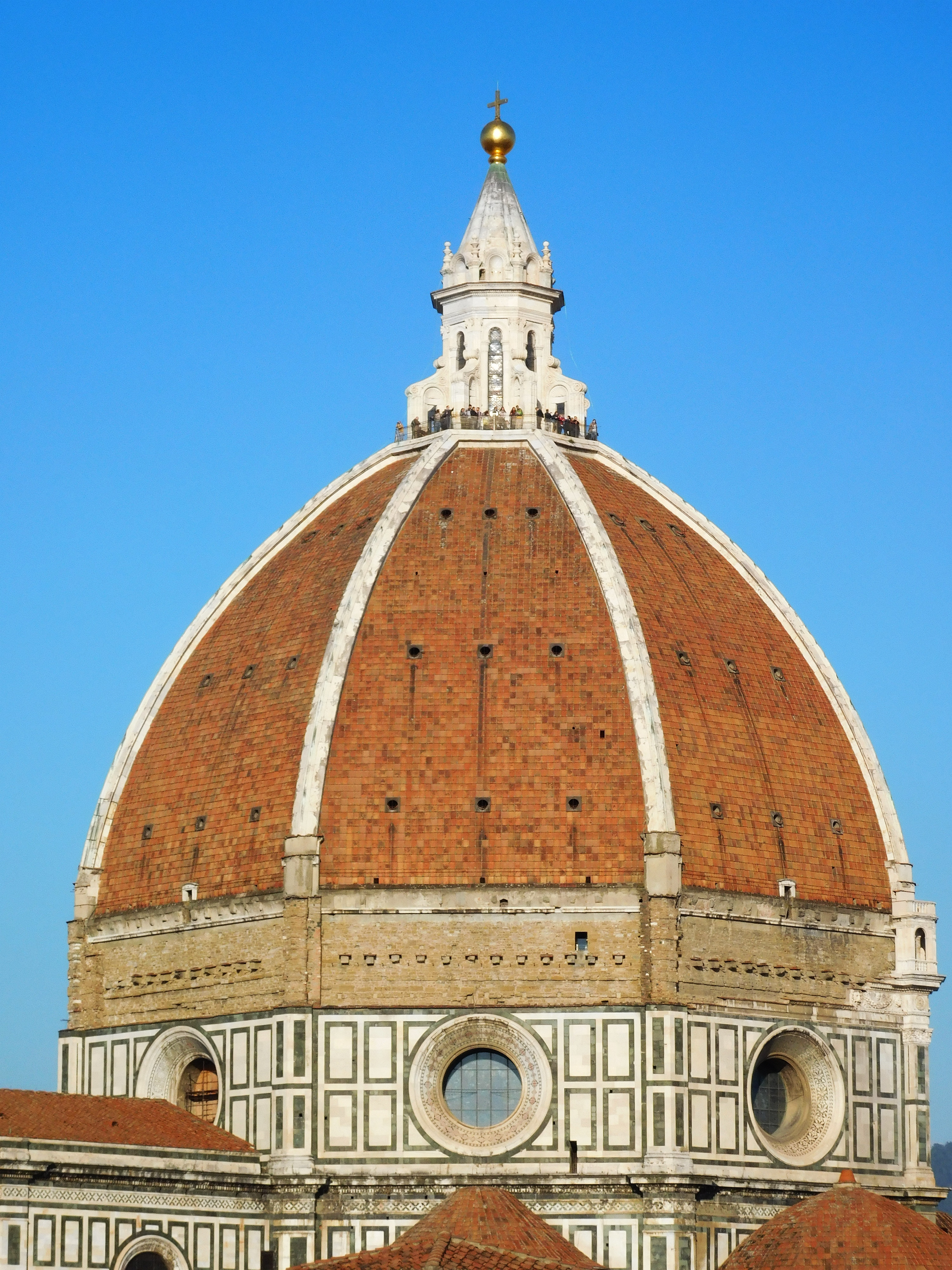
Cupola di Santa Maria del Fiore

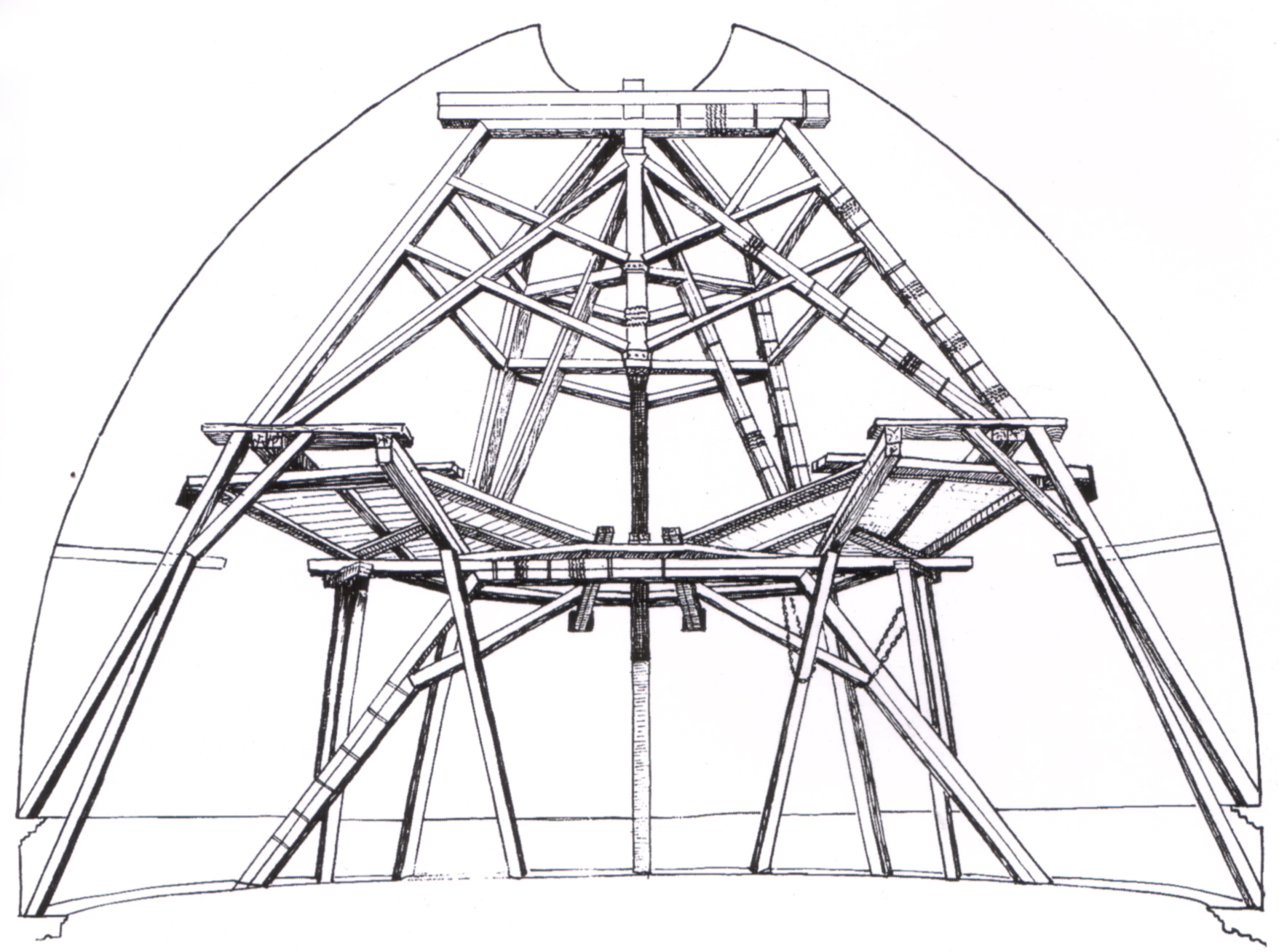
Giovan Battista Nelli, ricostruzione dei ponteggi interni della cupola di Brunelleschi, seconda metà del XVII secolo

I lavori alla cupola iniziarono finalmente il 7 agosto 1420 e l'Opera del Duomo dispose esplicitamente che il modello da seguire fosse quello messo su da Filippo in piazza Duomo, che rimase visibile da tutta la cittadinanza fino al 1431. La storia della costruzione della cupola, ricostruita con notevole precisione grazie alla biografia del Manetti ampliata dal Vasari, alla documentazione d'archivio pubblicata nell'Ottocento e ai risultati dell'osservazione diretta della struttura durante i lavori di restauro iniziati nel 1978, assume il tono incalzante di un'avventura umana irripetibile, come una sorta di mito moderno che ha come unico protagonista Brunelleschi stesso, con il suo genio, la sua tenacia, la sua fiducia nel raziocinio. Brunelleschi dovette vincere le perplessità, le critiche e le incertezze degli Operai del Duomo e si prodigò in spiegazioni, modelli e relazioni sul suo progetto, che prevedeva la costruzione di una cupola a doppia calotta con camminamenti nell'intercapedine ed edificabile senza armatura, ma con impalcature autoportanti. Per rompere gli indugi arrivò anche a dare una dimostrazione pratica di cupola costruita senza armatura nella cappella di Schiatta Ridolfi nella chiesa di San Jacopo sopr'Arno, oggi distrutta. Gli Operai alla fine si convinsero, ma affidarono l'incarico a Brunelleschi solo fino a un'altezza di 14 braccia, riservandosi prudentemente la conferma a un momento successivo, se l'opera fosse corrisposta a quanto promesso.
Avere Ghiberti tra i piedi fu un altro ostacolo da superare: Brunelleschi cercò allora di allontanarlo dimostrando la sua inadeguatezza; fingendosi malato, lasciò il collega da solo a soprintendere alla costruzione, finché non venne richiamato con sollecito, riconosciuta l'incapacità del collega. A quel punto Filippo poté pretendere una netta divisione dei compiti: a lui la creazione dei ponteggi, a Ghiberti quella delle catene; e nuovamente gli errori tecnici di Ghiberti fecero sì che Filippo venisse dichiarato governatore capo dell'intera fabbrica. Nel 1426 vennero confermati gli incarichi sia a Brunelleschi che a Ghiberti, il quale seguì il cantiere solo marginalmente fino al 1433. A riprova di ciò resta la documentazione sul diverso trattamento salariale dei due, che andava dai cento fiorini l'anno per Brunelleschi ai soli tre di Ghiberti, inalterati dal contratto iniziale, per una collaborazione a tempo parziale.
Nell'Istruzione del 1420 e nel Rapporto sono contenute informazioni sulla tecnica muraria della cupola: in pietra fino a i primi sette metri circa, poi in mattoni, composti con la tecnica detta "spinapesce", che prevedeva l'inserimento a intervalli regolari di un mattone per lungo, murato tra mattoni messi orizzontalmente. In tale maniera i tratti sporgenti dei mattoni "in piedi" facevano da sostegno per l'anello successivo. Questa tecnica, che procede come una spirale, era già stata usata in edifici orientali precedenti, ma era inedita per l'area fiorentina.
Brunelleschi utilizzò per la cupola una forma a sesto acuto, «più magnifica e gonfiante», obbligato da esigenze pratiche ed estetiche: infatti le dimensioni non permettevano d'impiegare una forma semisferica. Scelse inoltre la doppia calotta, cioè due cupole una interna e una esterna, ciascuna divisa in verticale da otto vele. Il maggiore sviluppo in altezza del sesto acuto compensava in altezza l'eccezionale sviluppo orizzontale della navata, unificando nella cupola tutti gli spazi. Un effetto analogo si percepisce dall'interno, dove il vano gigantesco della cupola accentra gli spazi delle cappelle radiali conducendo lo sguardo verso il punto di fuga ideale nell'occhio della lanterna.

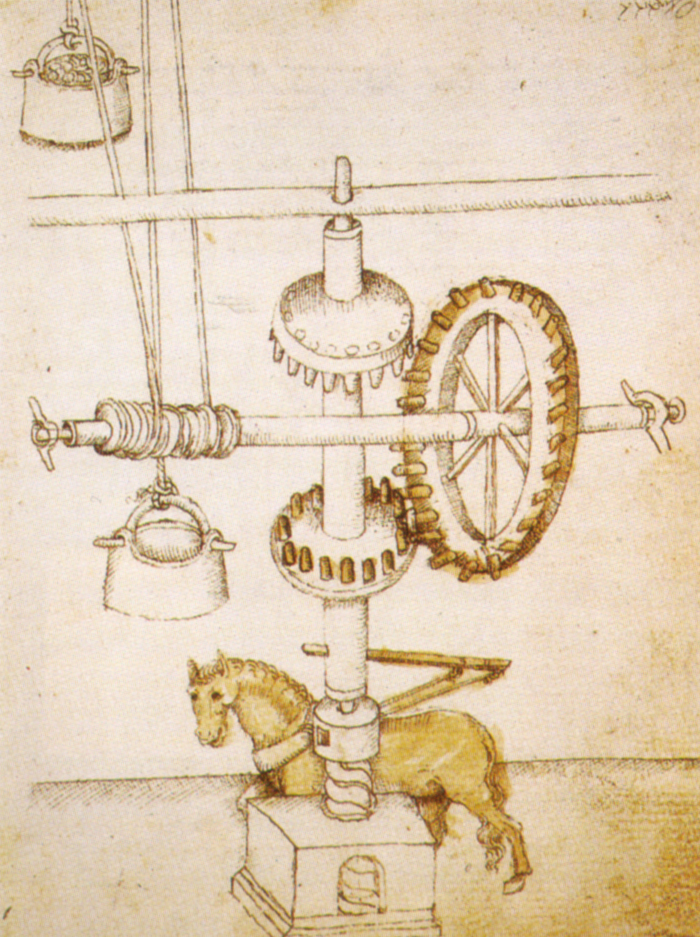
Mariano di Jacopo detto il Taccola, Veduta generale della gru di Brunelleschi, prima metà XV secolo, BNCF, Ms. Palatino 776, c. 10r

Brunelleschi fece poggiare la cupola esterna su ventiquattro supporti posti sopra gli spicchi di quella interna e incrociati con un sistema di sproni orizzontali che ricordavano nel complesso una griglia di meridiani e paralleli. La cupola esterna, mattonata con cotto rosso inframmezzato da otto costoloni bianchi, proteggeva anche dall'umidità la costruzione e faceva sembrare la cupola più ampia di quanto non sia. La cupola interna, più piccola e robusta, regge il peso di quella esterna e, tramite gli appoggi intermedi, le permette di svilupparsi maggiormente in altezza. Nell'intercapedine infine si trova il sistema di scale che permette di salire sulla sommità. La cupola - soprattutto dopo la conclusione con la lanterna, che con il suo peso consolidava ulteriormente costoloni e vele - è quindi una struttura organica, dove i singoli elementi si danno reciprocamente forza, riconvertendo anche i pesi potenzialmente negativi in forze che aumentano la coesione, quindi positive. Le membrature sono prive di orpelli decorativi e, a differenza dell'architettura gotica, il complesso gioco statico che sostiene l'edificio è nascosto nell'intercapedine, anziché mostrato apertamente.
Per costruire la doppia calotta, Brunelleschi mise a punto un'impalcatura aerea che si innalzava gradualmente, partendo da una piattaforma lignea montata all'altezza del tamburo e fissata alle vele tramite anelli inseriti nella muratura. All'inizio dell'opera, dove la parete della cupola era pressoché verticale, il ponteggio era sostenuto da travi infilate nel muro, mentre per l'ultimo tratto, in cui la calotta si curvava fino a convergere verso il centro, Brunelleschi progettò un ponteggio sospeso nel vuoto al centro della cupola, forse appoggiato con lunghe travi a piattaforme poste a quote inferiori, dove si trovavano anche i depositi di materiali e di strumenti.
Brunelleschi migliorò anche le tecnologie per alzare i pesanti blocchi di laterizio, applicando agli argani e alle carrucole di epoca gotica un sistema di moltiplicatori derivati da quelli usati nella fabbricazione degli orologi, in grado di aumentare l'efficacia della loro forza. Una coppia di cavalli legati a un albero verticale davano origine a un movimento circolare ascendente, che veniva poi impresso a un albero orizzontale da cui si arrotolavano e srotolavano le funi che sorreggevano le carrucole con i carichi. Questi macchinari, che svolgevano delle funzioni specifiche per il sollevamento e posizionamento dei materiali sulla cupola in costruzione, rimasero probabilmente nei pressi del cantiere per un certo tempo, e furono riprodotte da Bonaccorso Ghiberti, Mariano di Jacopo (Taccola), Francesco di Giorgio, Giuliano da Sangallo e Leonardo da Vinci. Per migliorare le condizioni di lavoro, Brunelleschi aveva inoltre approntato un sistema di illuminazione delle scale e dei passaggi che corrono, a vari livelli, tra l'involucro interno e quello esterno della cupola e con punti d'appoggio in ferro.
Vennero previsti dei punti di sostegno per i ponteggi necessari ad un'eventuale decorazione pittorica o musiva della calotta, mentre per l'esterno fu progettato sia un sistema di scolo delle acque piovane, sia un sistema di «buche e diversi aperti, acciò che i venti si rompessino, et i vapori, insieme con i tremuoti, non potessino far nocumento», sempre secondo quanto scrive il Vasari.
Ogni vela era affidata a una diversa squadra di muratori guidata da un capomastro, in modo da procedere uniformemente su ciascun lato. Quando la costruzione arrivò parecchio in alto, Brunelleschi allestì sui ponteggi anche una zona ristoro, dove gli operai potevano fare la pausa pranzo senza perdere tempo a scendere e risalire.
Brunelleschi dovette anche governare con polso le insubordinazioni, come lo sciopero dei muratori fiorentini che chiedevano migliori condizioni di lavoro, al quale rispose assumendo operai lombardi, più remissivi e avvezzi a lavorare nei grandi cantieri delle cattedrali del nord, lasciando i fiorentini a bocca asciutta, finché non li riassunse, ma a salario minorato. Brunelleschi fu costantemente al cantiere e si occupava di tutto, dalla progettazione di argani, carrucole e macchinari, alla scelta dei materiali nelle cave, dal controllo dei mattoni alle fornaci, al disegno di imbarcazioni per il trasporto, come quella brevettata nel 1438 con una propulsione a eliche ad aria e ad acqua, che però perse rovinosamente una parte del proprio carico mentre risaliva l'Arno presso Empoli.
Il suo proverbiale disinteresse per aiuti da parte di altri lo portò anche nel 1434 a rifiutare di riscriversi all'Arte dei Maestri di pietra e legname, che gli costò il carcere finché non venne liberato su intercessione dell'Opera del Duomo.
Per la costruzione delle due cupole, quella interna e quella esterna, vennero impiegati 4 milioni di mattoni di 55 forme e dimensioni differenti ed è la più grande cupola di mattoni del mondo.
Non ci sono pervenute testimonianze dirette dei progetti di Brunelleschi per i macchinari, ma ne restano numerose copie su disegno di Mariano di Jacopo detto il Taccola, Francesco di Giorgio Martini, Bonaccorso Ghiberti e Leonardo da Vinci.

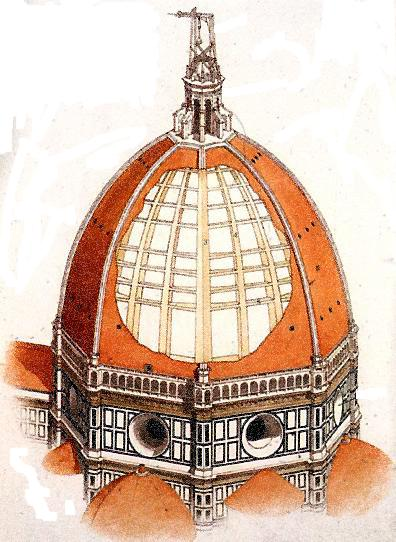
Il sistema dei supporti e degli sproni tra le due calotte
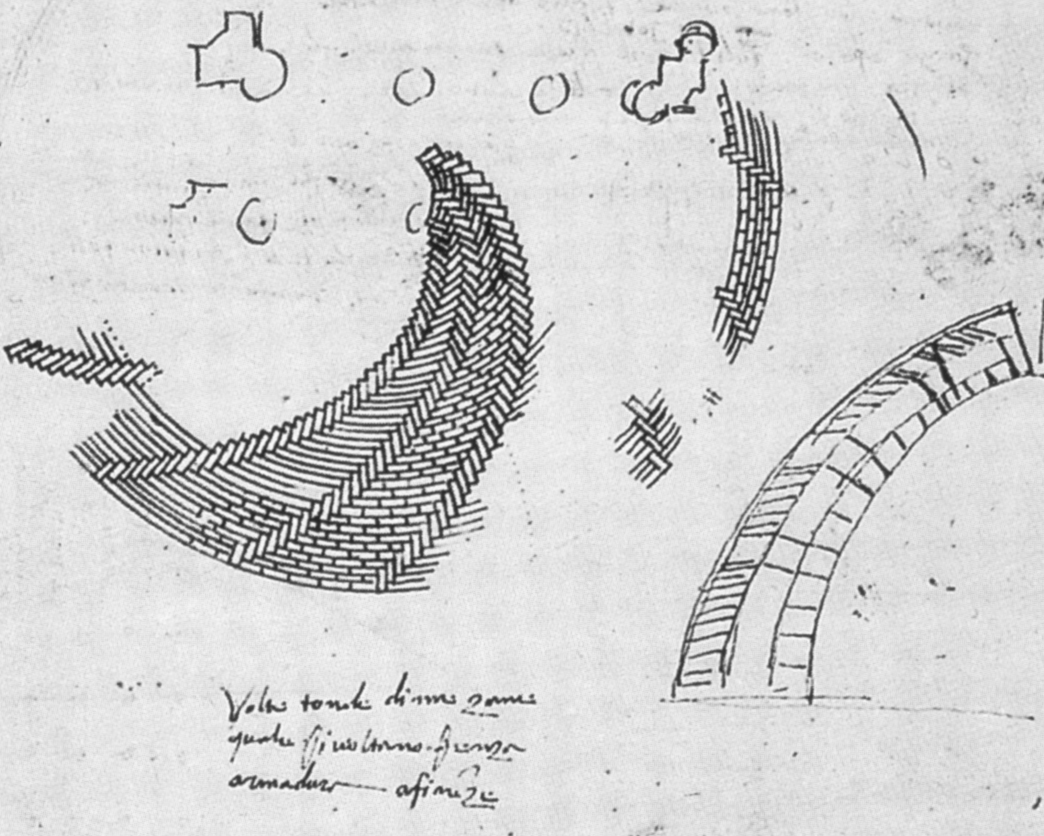
Antonio da Sangallo il Vecchio, Disegno di cupola a "spinapesce", inizio del XVI secolo, Gabinetto dei Disegni e delle Stampe, Firenze
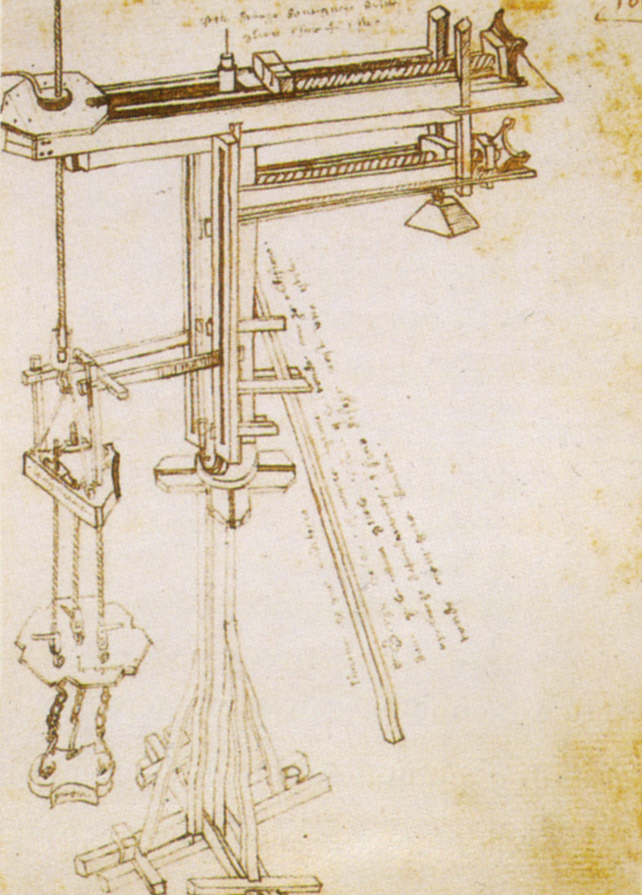
Bonaccorso Ghiberti, veduta della gru di Brunelleschi (post 1446), BNCF, B.R. 228, c. 106r
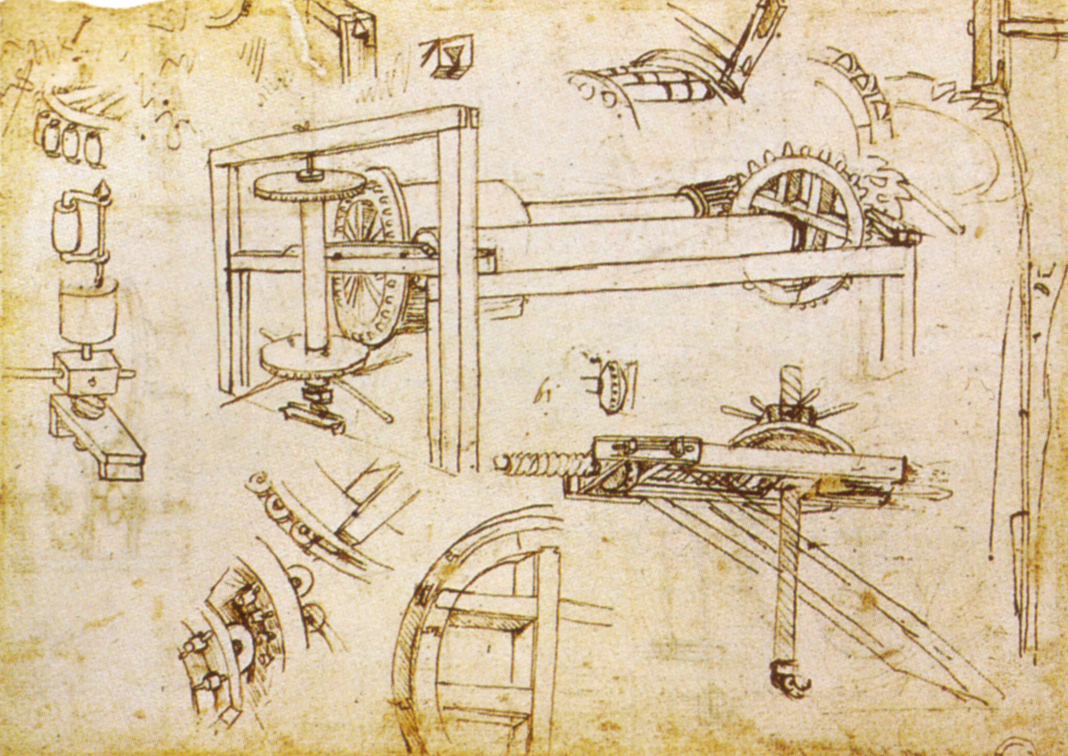
Leonardo da Vinci, Argano a tre velocità di Brunelleschi, 1480 circa, Biblioteca Ambrosiana, CA, c. 1083 verso
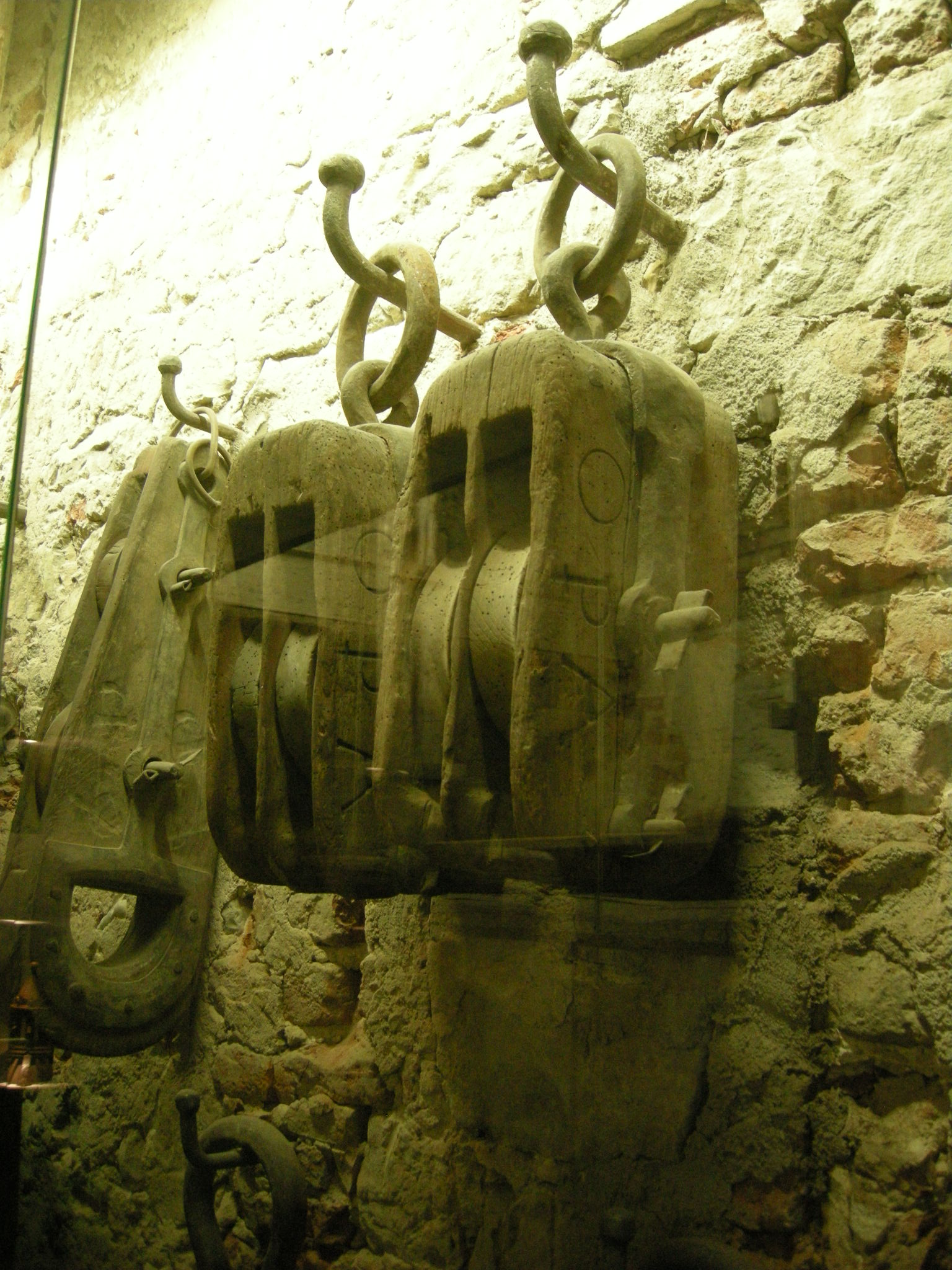
Carrucole usate nel cantiere della cupola, Museo dell'Opera del Duomo, Firenze

### Cappella Barbadori (1420)

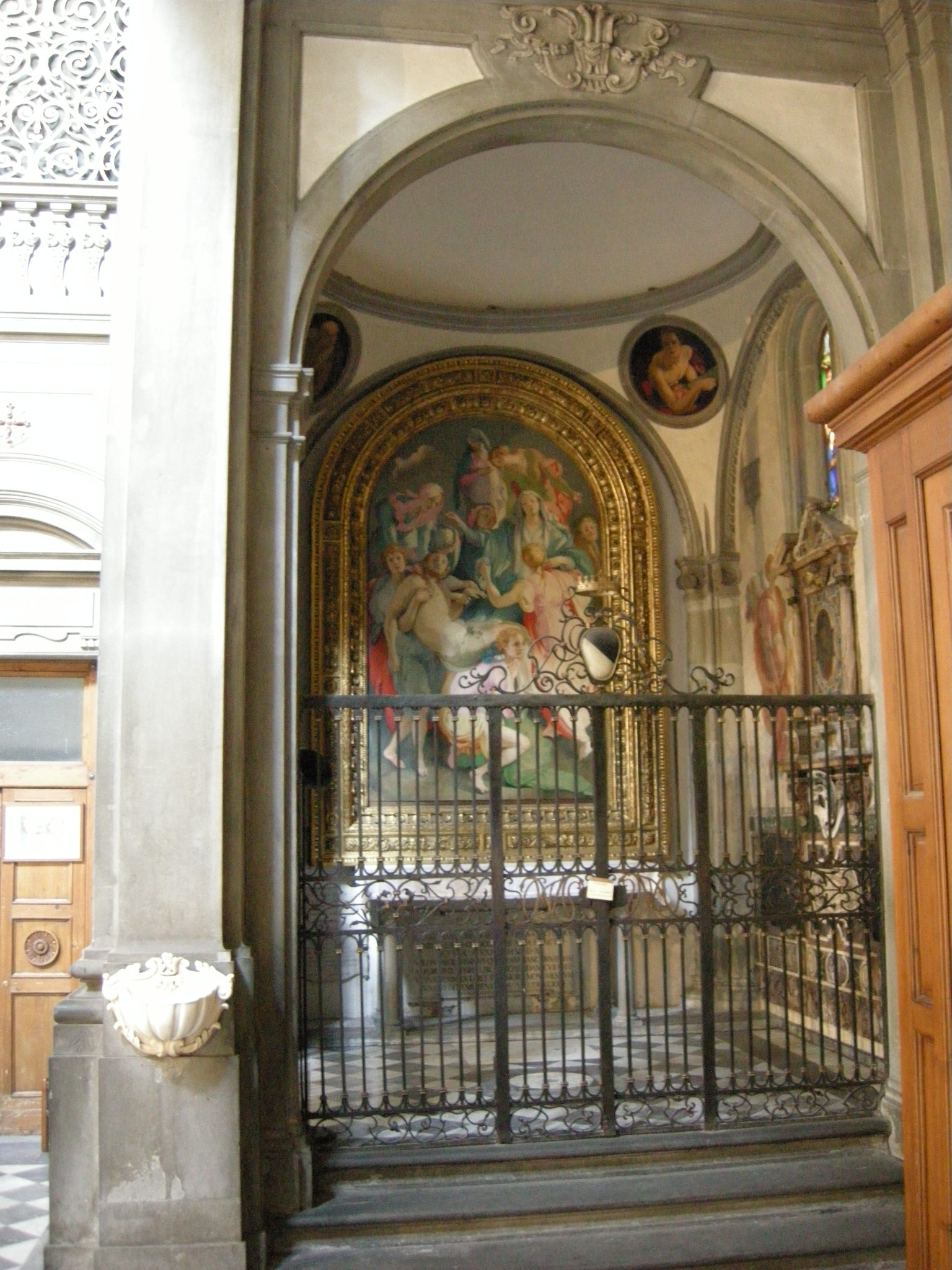
Cappella Barbadori in Santa Felicita

Nel 1420 Brunelleschi realizzò la cappella Barbadori, poi Capponi, nella chiesa di Santa Felicita a Firenze. Con la distruzione della cappella Ridolfi in San Jacopo sopr'Arno, questa cappella è la più antica opera del genere costruita da Brunelleschi che ci sia pervenuta, nonostante i pesanti rimaneggiamenti successivi. Essa è inoltre una delle prime tappe del percorso di riflessione del grande architetto sul tema degli edifici a pianta centrale.
La cupola emisferica, poi distrutta e rifatta, poggiava su un ambiente cubico, raccordandosi con quattro pennacchi tra gli archi a tutto sesto delle pareti; in ciascuno di essi si trovava un oculo cieco, dove oggi si trovano i quattro tondi su tavola degli Evangelisti di Pontormo e Bronzino. Innovativo era l'uso agli angoli di doppie semicolonne ioniche, invece dei tradizionali pilastri gotici; esse, sui lati esterni, si appoggiano su pilastri angolari corinzi. Lo schema, che ripropone, isolandolo, il modello della campata del portico dello Spedale degli Innocenti, venne poi riproposto con poche varianti nella Sagrestia Vecchia e nella Cappella de' Pazzi.

### Palagio di Parte Guelfa (1420)

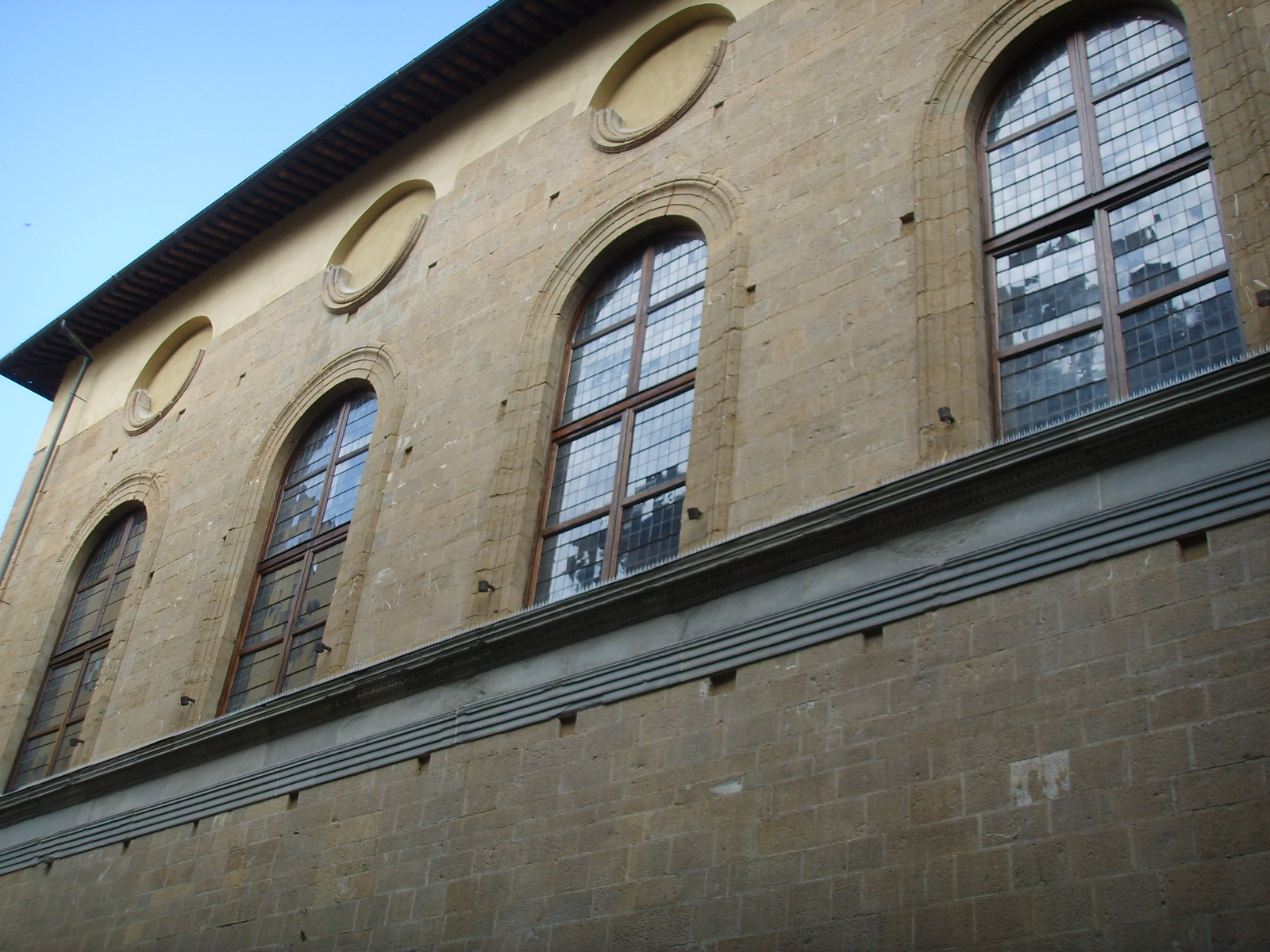
Palagio di Parte Guelfa, zona progettata da Brunelleschi

Sempre nel 1420 Filippo eseguì degli interventi nel palagio di Parte Guelfa. Si tratta di uno dei pochi casi di architettura civile dove lavorò Brunelleschi sicuramente poiché è documentato. L'intervento, incompiuto e molto alterato nel corso dei secoli, faceva parte di una riqualificazione del palazzo. Brunelleschi progettò una nuova sala di riunione al primo piano con alcuni locali annessi per uffici, al di sopra di una trecentesca struttura voltata al piano terra. Anche in questo caso Brunelleschi si ispirò a edifici della tradizione architettonica medievale fiorentina, come Orsanmichele, rielaborandoli però fino ad arrivare a soluzioni inedite. La parete esterna, in pietraforte, è levigata e scandita da arcate a tutto sesto sormontate da grandi oculi ciechi, forse nei progetti originali aperti sulla sala. Le cornici attorno a questi elementi sono graduate prospetticamente, studiate per una vista "d'infilata", cioè inclinata per via della strada angusta. La costruzione venne interrotta per via della guerra contro Lucca e Milano (1426–1431) e ripresa solo molto tempo dopo da Francesco della Luna e poi da Giorgio Vasari.
Un altro lavoro in un palazzo civile attribuito a Brunelleschi è il cortile di palazzo Busini-Bardi, il più antico esempio di palazzo fiorentino con tale apertura porticata su quattro lati al centro, ripresa dall'architettura delle domus romane.

### Sagrestia Vecchia (1421–1428)

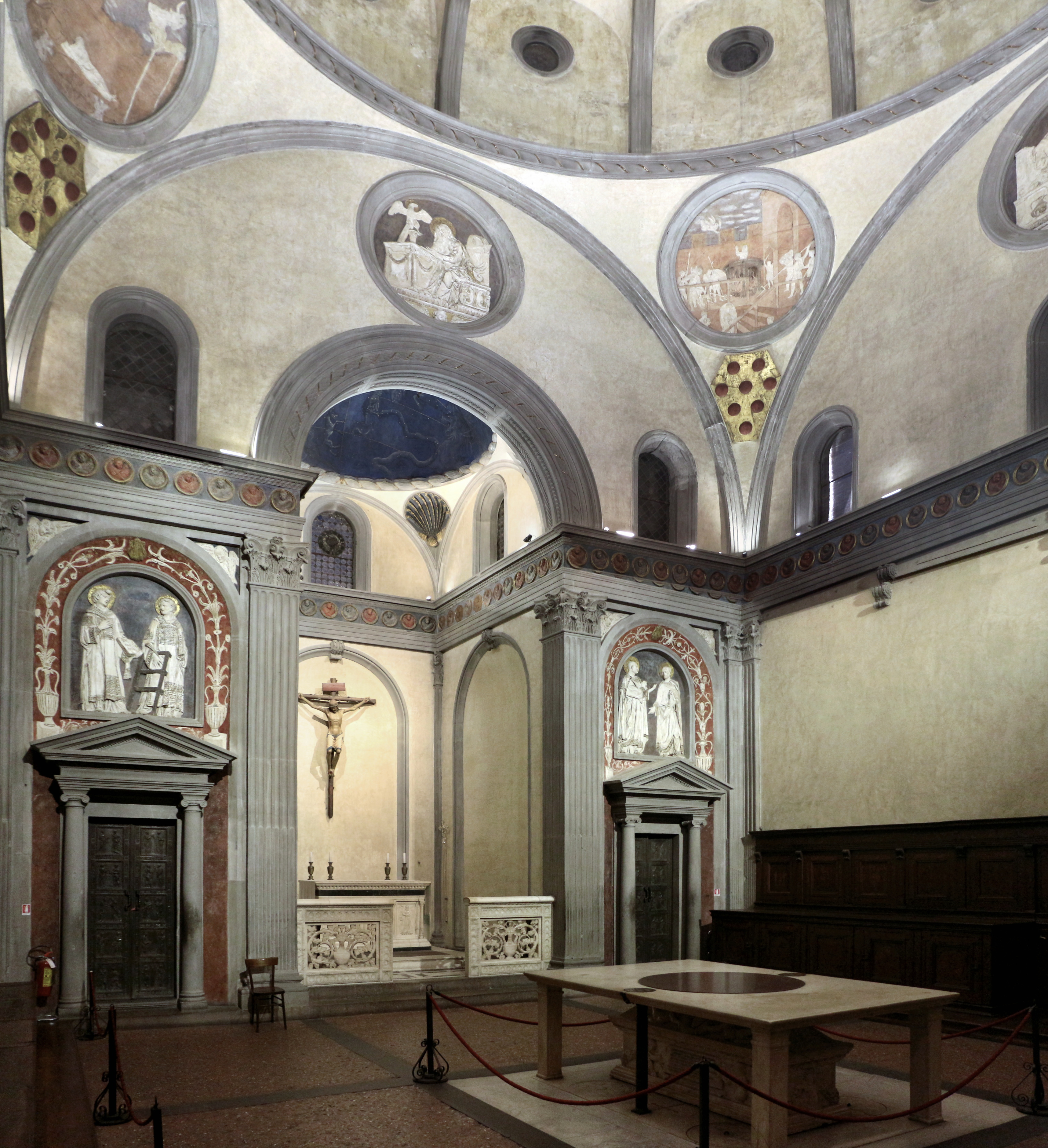
La Sagrestia Vecchia di San Lorenzo, Firenze

Al 1418 risale probabilmente la commissione da parte di Giovanni di Bicci de' Medici per la costruzione di quella che poi venne chiamata la Sagrestia Vecchia di San Lorenzo, oltre a una cappella familiare adiacente nel transetto sinistro della basilica.
Brunelleschi vi lavorò tra il 1421 e il 1428 e si tratta dell'unica opera architettonica che sia stata portata integralmente a compimento dal grande architetto. La sagrestia, concepita come un ambiente indipendente, sebbene comunicante con la chiesa, è composta da un vano principale a pianta quadrata, con una scarsella pure a base quadrata sul lato sud, il cui lato misura un terzo del vano principale ed è affiancata da due piccoli ambienti di servizio, con volta a botte, una delle più antiche applicazioni di questo tipo di copertura nell'architettura rinascimentale.
L'aula principale ha il modulo del lato di base pari a 20 braccia fiorentine. La copertura è una cupola a ombrello, cioè divisa in spicchi costolonati, alla base di ciascuno dei quali si trova un oculo che, insieme alla lanterna, garantisce l'illuminazione interna. La scarsella è composta nella stessa maniera, con una propria cupoletta, che però è emisferica e cieca, con decorazione ad affresco, mentre i suoi lati sono dilatati da nicchie. Le pareti sono scandite da grandi archi a tutto sesto, che nelle zone al di sotto della cupola formano agli angoli quattro vele, dove vennero poi inseriti i medaglioni di Donatello e gli stemmi Medici. All'altezza della linea d'imposta degli archi corre una trabeazione in pietra serena con la parte centrale policroma e decorata da tondi con cherubini; essa corre senza soluzione di continuità per tutto il perimetro, compresa la scarsella. Agli angoli si trovano paraste scanalate di ordine corinzio.
Anche in questa opera Brunelleschi si ispirò a elementi dell'architettura medievale toscana, regolarizzandoli e rielaborandoli con soluzioni tratte dall'arte classica romana con un risultato di grande originalità. Per esempio la volta costolonata era già presente nell'architettura gotica, ma è innovativo l'uso dell'arco a tutto sesto. Anche la commistione tra linee dritte e cerchi è tipica del romanico toscano, come ad esempio nelle tarsie marmoree della facciata di San Miniato al Monte. Rispetto all'architettura medievale però, Brunelleschi usò un metodo più razionale e rigoroso, studiando il modulo del cerchio inscritto nel quadrato, che si ripete nella planimetria e nell'alzato.

### San Lorenzo (dal 1421 circa)

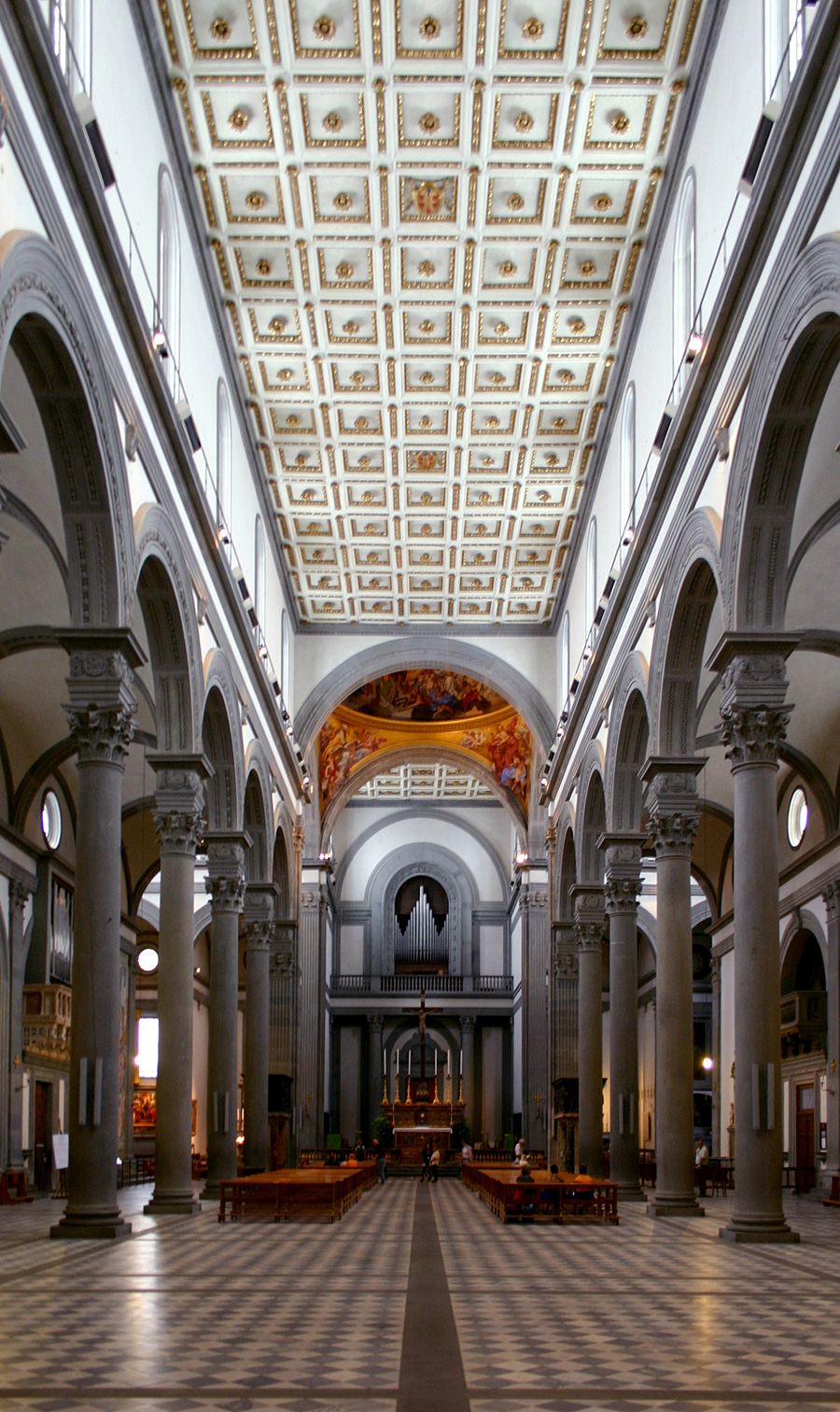
Interno della chiesa di San Lorenzo

Non è documentato quando esattamente Brunelleschi iniziò a lavorare in San Lorenzo. Un ampliamento della chiesa romanica venne avviato nel 1418, quando il priore Matteo Dolfini ottenne dalla Signoria il permesso per abbattere alcune case per ingrandire il transetto della chiesa e il 10 agosto 1421 egli celebrò una solenne cerimonia per benedire l'inizio dei lavori. Tra i finanziatori c'era lo stesso Giovanni di Bicci de' Medici che propose probabilmente il nome dell'architetto che già stava lavorando alla sua cappella. La ricostruzione dell'intera chiesa fu un progetto che dovette maturare in un secondo momento, probabilmente dopo il 1421, quando morì il Dolfini. L'inizio dell'intervento brunelleschiano viene generalmente collocato in quell'anno.
L'impianto della chiesa, come in altre opere di Brunelleschi, si ispira ad altri edifici della tradizione medievale fiorentina, come Santa Croce, Santa Maria Novella o Santa Trinita, ma a partire da questi modelli Brunelleschi creò qualcosa di più rigoroso, con esiti rivoluzionari. L'innovazione fondamentale sta nell'organizzazione degli spazi lungo l'asse mediano applicando un modulo (sia in pianta che in alzato), corrispondente alla dimensione di una campata quadrata, con la base di 11 braccia fiorentine, lo stesso dello Spedale degli Innocenti. L'uso del modulo regolare, con la conseguente ripetizione ritmica delle membrature architettoniche, definisce una scansione prospettica di grande chiarezza e suggestione, soprattutto nelle due navate laterali, che assomigliano a un doppio loggiato simmetrico dello Spedale, applicato per la prima volta all'interno di una chiesa: anche qui infatti l'uso della campata quadrata e della volta a vela genera la sensazione di uno spazio scandito come una serie regolare di cubi immaginari sormontati da semisfere. Le pareti laterali sono decorate da paraste che inquadrano gli archi a tutto sesto delle cappelle. Queste ultime però non sono proporzionate al modulo e si pensa che siano una manomissione al progetto originale di Brunelleschi, messa in atto probabilmente dopo la sua morte (1446). Inoltre la razionalità dell'impianto nel piedicroce non trova un riscontro di analoga lucidità nel transetto, poiché qui probabilmente Brunelleschi dovette adattarsi alle fondazioni già avviate dal Dolfini.
Nonostante le alterazioni la basilica trasmette ancora un senso di concezione razionale dello spazio, sottolineata dalla membrature portanti in pietra serena, che risaltano sull'intonaco bianco secondo il più riconoscibile stile brunelleschiano. L'interno è estremamente luminoso, grazie alla serie di finestre ad arco che corre lungo il cleristorio. Le colonne hanno capitelli corinzi con pulvino, come nello Spedale degli Innocenti, mentre il soffitto della navata centrale è piano, decorato a lacunari.

### LaTrinitàe le fortificazioni (1424–1425)

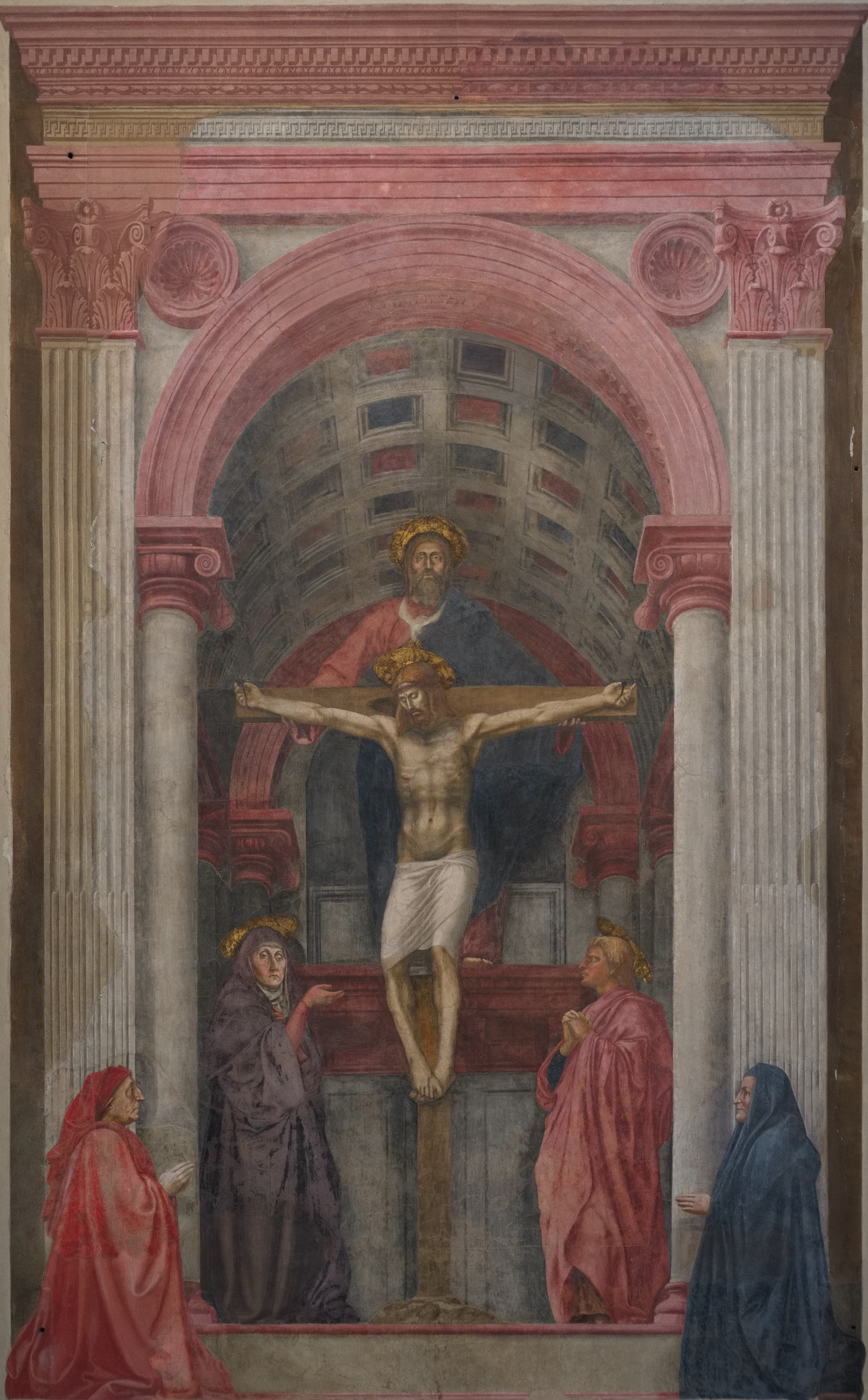
Masaccio (e Brunelleschi?), Trinità (1424–1427 circa), Santa Maria Novella, Firenze

Nel 1424 sarebbe datata la presunta collaborazione di Brunelleschi con Masaccio nella costruzione prospettica del famoso affresco della Trinità in Santa Maria Novella. La perfetta organizzazione spaziale, che fece scrivere a Vasari "pare che sia bucato quel muro", fu un po' il manifesto della cultura prospettica formulata a Firenze in quegli anni ed è così accurata che alcuni hanno tentato di riprodurla sia in pianta che in alzato. Non esistono documenti o menzioni della collaborazione, ma la rigorosità dello schema ha fatto pensare che il grande architetto avesse almeno offerto una consulenza durante il disegno, correndo tra i due buoni rapporti, come testimonia il Libro di Antonio Billi e alcune menzioni di Vasari.
Sempre nel 1424 Brunelleschi iniziò i sopralluoghi a Pisa come consulente sulle fortificazioni, seguite da quelle sulle mura di Lastra a Signa, di Signa e di Malmantile. Nel 1425 fu nominato priore del quartiere di San Giovanni a Firenze. Nel catasto del 1427 dichiarò di possedere una casa nel quartiere e un deposito nel Monte di Firenze di 1.415 fiorini e di 420 su quello di Pisa. Lo stesso anno venne consultato per la cupola del Battistero di Volterra.

### Cappella de' Pazzi (dal 1429)

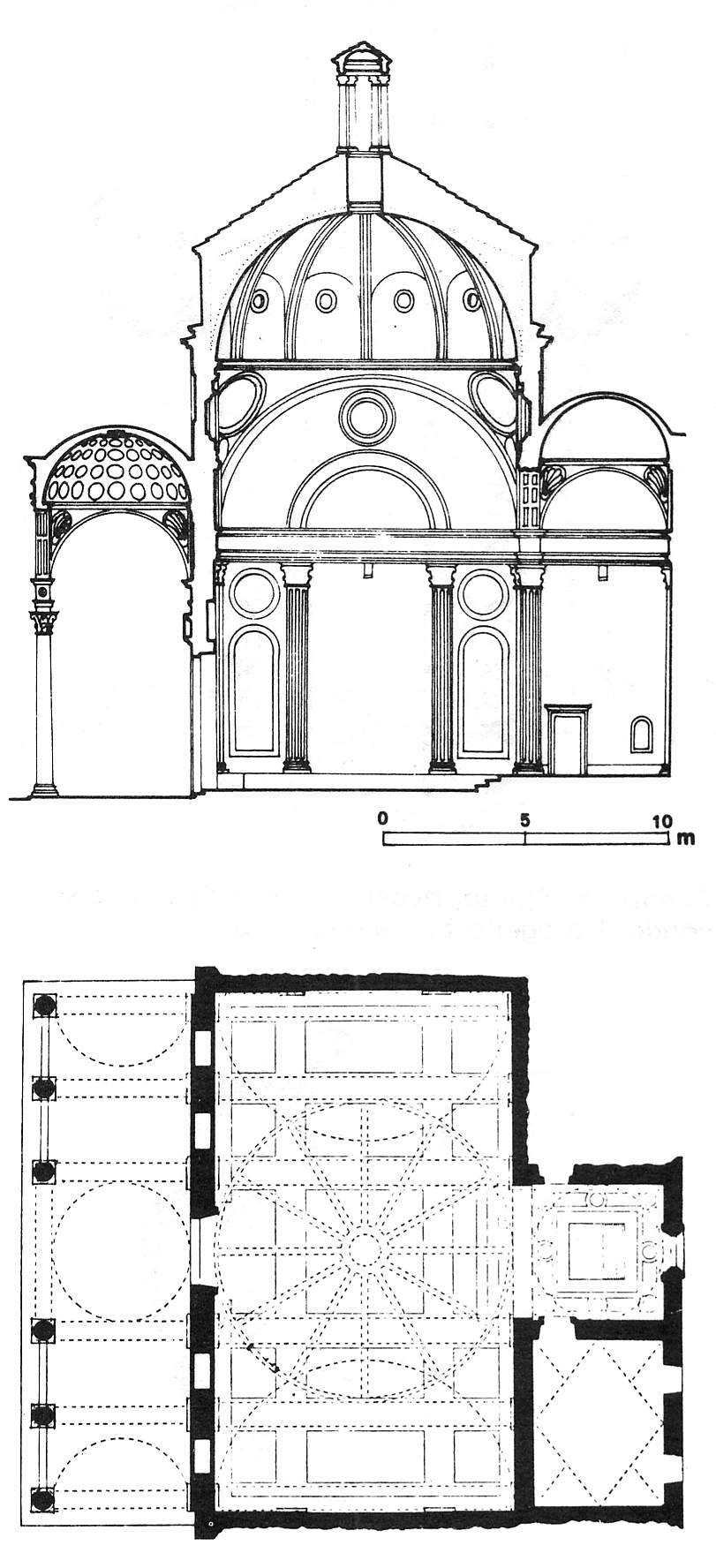
Pianta e alzato della Cappella dei Pazzi

Nel 1429 i francescani di Santa Croce affidarono a Brunelleschi la ricostruzione della sala capitolare sul chiostro, che divenne poi la Cappella de' Pazzi, finanziata da Andrea de' Pazzi.
La prima pietra venne messa nel 1433 circa e i lavori proseguirono lentamente fino alla morte dell'architetto, venendo poi terminata dopo il 1470 da Giuliano da Maiano e altri. Con un arco così ampio per il completamento dei lavori è sempre stato un problema definire con precisione cosa spetti alla paternità di Brunelleschi e cosa sia stato frutto dell'opera dei suoi continuatori; una parte della critica propende oggi per riconoscere al grande architetto almeno il progetto in tutte le linee essenziali, sia della struttura interna che esterna, compreso, ma con maggiori riserve, il portico, che rappresenterebbe l'unica facciata brunelleschiana.
Lo schema generale, come nelle altre opere di Brunelleschi, si ispira a un precedente medievale, in questo caso la sala capitolare di Santa Maria Novella (il Cappellone degli Spagnoli), con un vano principale a pianta rettangolare e scarsella.
L'interno è molto essenziale e si basa, come nella Sagrestia Vecchia, nel modulo a 20 braccia fiorentine (circa 11,66 metri), che è la misura della larghezza dell'area centrale, dell'altezza dei muri interni e del diametro della cupola, in modo da avere un cubo immaginario sormontato da una semisfera. A questa struttura vanno aggiunte le due braccia laterali (coperte da volta a botte), un quinto ciascuno rispetto al lato del cubo centrale, e la scarsella dell'altare (con cupoletta), larga un altro quinto, pari all'arco di ingresso. La principale differenza con la pianta della sagrestia Vecchia è quindi la base rettangolare, che fu forse influenzata dall'assetto dei preesistenti edifici circostanti.

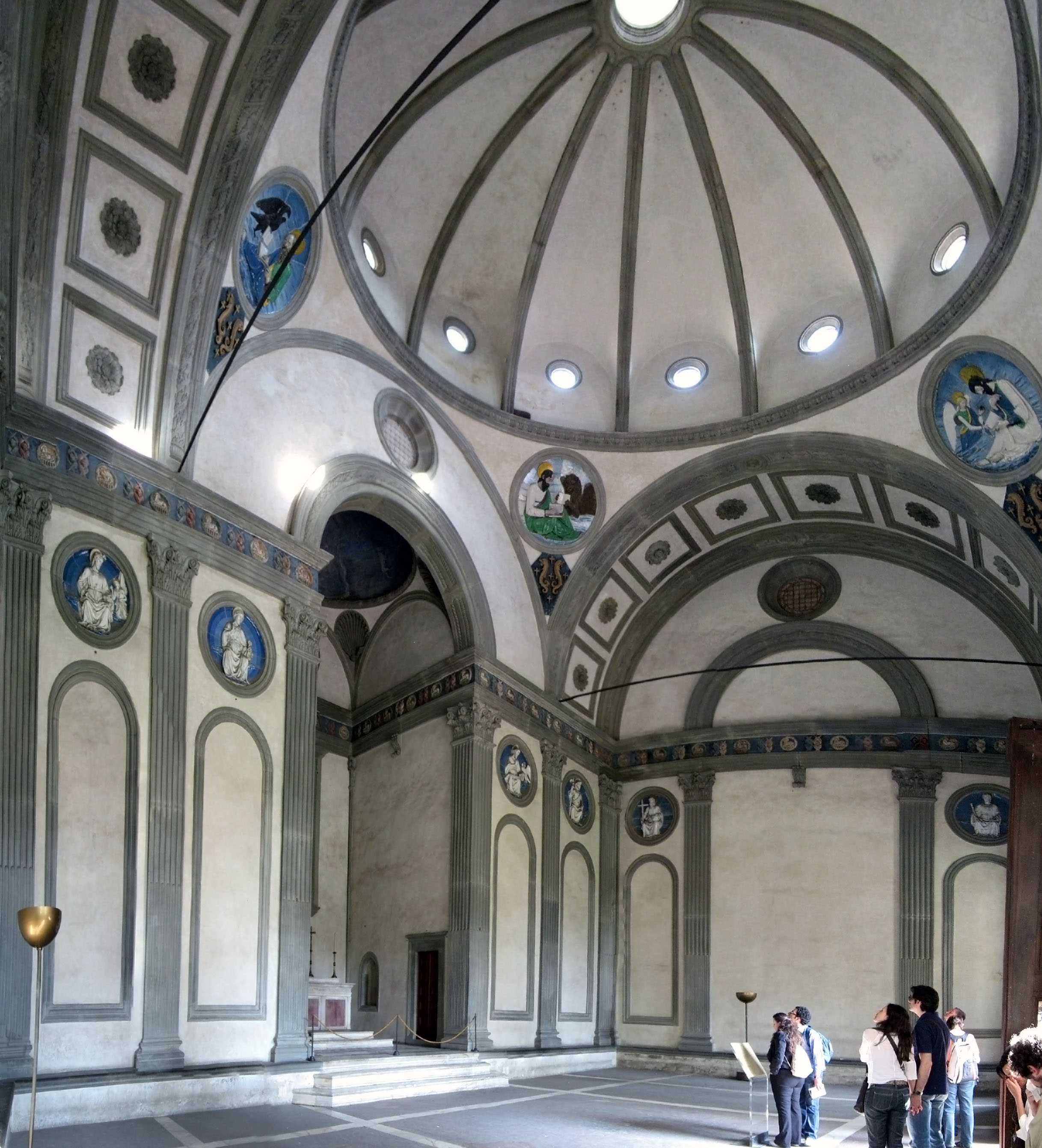
Interno della Cappella dei Pazzi

Una panca in pietra serena corre sul perimetro e venne costruita per permettere l'uso della cappella come luogo di riunione per i frati. Dalla panca si dipartono le paraste corinzie, sempre in pietra serena, che scandiscono l'ambiente e si collegano alle membrature superiori; grazie all'espediente della panca che fa da zoccolo, esse sono alla stessa altezza di quelle della scarsella, rialzata di alcuni gradini. L'apertura ad arco sopra il vano dell'altare è riprodotta anche sulle altri pareti, così come il profilo della finestra tonda sulla parete di accesso, creando un puro ritmo geometrico. La cupola a ombrello è segnata dai sottili costoloni a rilievo e la luce inonda la cappella dalla lanterna e dalle finestrelle disposte sul tamburo. Il grigio omogeneo e profondo della pietra si staglia sul fondo a intonaco bianco, nello stile più tipico del grande architetto fiorentino.
La decorazione plastica è strettamente subordinata all'architettura, come nella Sagrestia Vecchia: le pareti accolgono dodici grandi medaglioni in terracotta invetriata con gli Apostoli, tra le migliori creazioni di Luca della Robbia; più in alto si trova il fregio, sempre con il tema dei Cherubini e dell'Agnello. Nelle vele della cupola, altri 4 tondi policromi, sempre in terracotta, che rappresentano gli Evangelisti, sono attribuiti a Andrea della Robbia o al Brunelleschi stesso che ne avrebbe curato il disegno prima di affidarne la realizzazione alla bottega dei Della Robbia: in queste opere nella scelta dell'artefice si può cogliere la polemica di Brunelleschi contro le decorazioni troppo espressive di Donatello nella Sacrestia Vecchia, con il quale interruppe di fatto la fino ad allora proficua collaborazione.
Secondo Brunelleschi era preferibile non mettere ancone (pale dipinte o scolpite) sugli altari, preferendo il ricorso alle sole vetrate sulle pareti. Le due vetrate della scarsella completano infatti il ciclo iconografico dei medaglioni e sono state realizzate su disegno di Alesso Baldovinetti: raffigurano Sant'Andrea (quella rettangolare) e il Padre Eterno (nell'oculo), che è in diretta corrispondenza con il medaglione di Sant'Andrea sulla porta d'ingresso nel portico.

### La guerra contro Lucca (1430–1431)
Nel 1430 Brunelleschi, Donatello, Michelozzo e Ghiberti erano impegnati nelle opere difensive dell'accampamento fiorentino durante la guerra contro Lucca. Brunelleschi arrivò sul campo di battaglia il 5 marzo, quando i fiorentini iniziavano l'assedio della città. Filippo studiò un modo per deviare il Serchio e allagare la città, e da aprile a giugno lavorò a un complesso sistema di chiuse a nord, coordinate da un sistema di argini dagli altri lati. L'impresa però si rivelò un fallimento e l'acqua invase il campo fiorentino, vanificando l'assedio.
Al rientro si dedicò al proseguimento dei lavori della cupola. Nel 1431 fu incaricato di predisporre l'altare di San Zanobi e creare una cripta, mai realizzata, nel Duomo di Firenze.

### Viaggi e rientro (1432–1434)
Nel 1430 venne consultato per il tiburio del duomo di Milano. Nel 1432 fece un viaggio a Ferrara ospite di Niccolò III d'Este e successivamente si spostò a Mantova da Giovan Francesco Gonzaga, dove venne consultato per questioni idrauliche legate al corso del Po. Delle opere eseguite nelle due città restano tracce nulle o molto scarse. Visitò anche Rimini per consulenze varie a Sigismondo Pandolfo Malatesta, che stava ristrutturando Castel Sismondo.
Tornato a Firenze, ricevette l'incarico di scolpire un lavabo per la Sagrestia delle Messe del Duomo, che venne poi eseguito dal Buggiano, suo figlio adottivo dal 1419. Il naufragio sfiorato del suo "badalone", l'imbarcazione con eliche da lui brevettata per il trasporto dei materiali in Arno, comportò la revoca del permesso di navigazione dell'imbarcazione.
Nel 1433 Brunelleschi conobbe Mariano di Jacopo, detto il Taccola, un inventore di congegni e macchinari che restò affascinato dalle gru e dagli argani progettati per il cantiere della cupola, tanto da riportare nel suo trattato De ingeniis un'"intervista" a Brunelleschi stesso. Lo stesso anno l'architetto si recò a Roma per un ulteriore studio dell'antichità classica: in special modo i suoi interessi si diressero verso lo studio degli edifici a pianta centrale.
Nel 1434 venne incarcerato per il mancato pagamento della tassa di iscrizione all'arte dei Maestri di Pietra e Legname, ma viene rilasciato grazie all'intervento dell'Opera del Duomo. Suo figlio adottivo, il Buggiano, era nel frattempo fuggito a Napoli con i suoi denari e gioielli, ma grazie all'intervento di papa Eugenio IV viene fatto tornare a Firenze.

### La Rotonda degli Angeli (dal 1434)

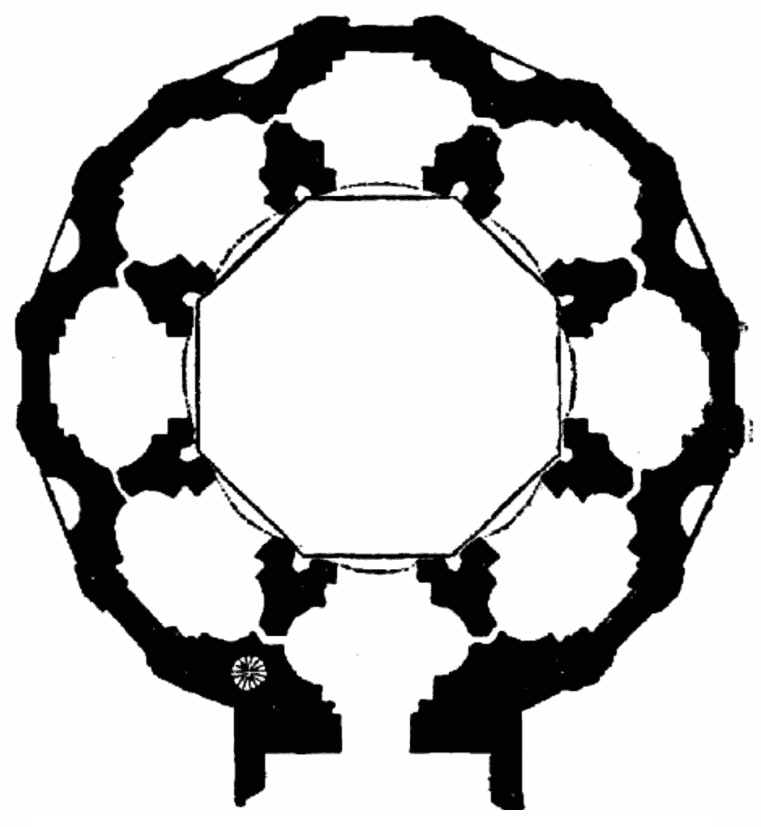
Pianta della Rotonda degli angeli

Tornato libero, nel 1434 Brunelleschi stipulò il contratto per la costruzione della rotonda di Santa Maria degli Angeli su commissione dell'Arte di Calimala, dove lavorò fino al 1436 lasciando l'opera incompiuta. È l'unico edificio a pianta centrale progettato da Brunelleschi senza doversi misurare con strutture continue.
Il progetto si rifaceva ai modelli classici a pianta centrale e prevedeva una pianta ottagonale all'interno, circondata da una corona di cappelle comunicanti tra loro. L'altare doveva trovarsi probabilmente al centro, coperto da una cupola. Ciascuna cappella, di forma quadrata con due nicchie ai lati che la fanno sembrare ellittica, aveva una parete piana verso l'esterno, mentre negli spazi dei pilastri erano tagliate nicchie esterne forse destinate ad essere decorate da statue. Le nicchie interne dovevano essere in comunicazione l'una con l'altra, in modo da generare un andamento circolare dello spazio.
I lavori vennero bloccati dopo tre anni di lavori per via della guerra contro Lucca (1437) e non furono più proseguiti oltre i circa sette metri di altezza. Il resto dell'edificio, lasciato incompleto e chiamato comunemente con il sinistro nome di "Castellaccio", venne realizzato solo tra il 1934 e il 1940.

### Vicopisano e Pisa (1435)
Nel 1435 l'Opera del Duomo lo inviò a Vicopisano, per sovrintendere alla costruzione della rocca da lui stesso progettata.
Lo stesso anno progettò la porta del Parlascio a Pisa e, tornato a Firenze, si dedicò alla rotonda di Santa Maria degli Angeli.

### L'inaugurazione della Cupola (1436)

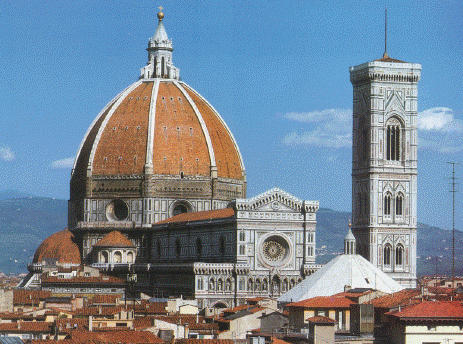
La cupola di Santa Maria del Fiore

Il 25 marzo 1436, giorno di inizio del calendario fiorentino, Brunelleschi poté finalmente assistere alla solenne inaugurazione della cattedrale, alla presenza di papa Eugenio IV. Brunelleschi sistemò l'interno della chiesa, abbattendo il muro provvisorio tra le navate e il corpo absidale, dove aveva avuto sede il cantiere, rimuovendo macchinari e materiali e facendo costruire un coro ligneo provvisorio attorno all'altare maggiore, con dodici statue di Apostoli.
La cupola venne terminata effettivamente solo nell'agosto, quando il 31 il vescovo di Fiesole Benozzo Federighi, su delega dell'arcivescovo Giovanni Maria Vitelleschi, salì sulla sommità della volta e pose l'ultima pietra benedicendo la grandiosa opera architettonica. Seguì un banchetto di festeggiamento mentre tutte le campane delle chiese cittadine suonavano a festa.
La cupola assurse a simbolo, oltre che religioso, anche cittadino, in quanto come essa ridefiniva e riproporzionava l'edificio sottostante, originariamente gotico, così la città di Firenze ridisegnava e sottometteva il territorio a lei vicino. Dal punto di vista ideologico si è spesso detto infatti che l'ombra della cupola incombe su tutti i popoli della Toscana.

### La lanterna (dal 1436)
Restava da costruire la lanterna, per la quale Brunelleschi aveva fornito un progetto già nel 1432. La cupola nel frattempo era stata chiusa da una struttura ad anello, collocata nel punto in cui si toccavano le due calotte, in modo da serrarle tra di loro e creando anche otto stanze sulla sommità.
Tuttavia nel 1436, dopo l'inaugurazione della cupola, anziché dare il via immediato al progetto brunelleschiano per la lanterna si preferì bandire un nuovo concorso, durante il quale Brunelleschi dovette di nuovo mettersi in discussione, gareggiando, tra gli altri, con il suo collaboratore Antonio Manetti e con il rivale di sempre Ghiberti. Il 31 dicembre 1436 la commissione giudicante, nella quale partecipava anche Cosimo de' Medici, approvò il modello di Filippo, costruito in legno dallo stesso Manetti.
Come di consueto, Brunelleschi organizzò nei minimi dettagli il cantiere, creando una gru girevole e un castello di legno come impalcatura. La costruzione vera e propria prese il via solo nel 1446 e un mese dopo Brunelleschi morì, quando era stata edificata solo la base. L'opera venne portata a termine da Andrea del Verrocchio nel 1461, che creò anche la palla dorata con croce sulla sommità (la sfera originale crollò nel 1601 e venne in seguito reintegrata).
La lanterna è un prisma a otto facce con contrafforti agli angoli e alte finestre lungo i lati, coperta a cono rovesciato e scanalato. In ciascuno degli spigoli si trova una scala "a cerbotana vota" (Vasari, 1550), cioè a forma di pozzetto dove corrono ferri metallici a mo' di scalette. La lanterna era legata alle meditazioni sul tema degli edifici a pianta centrale sviluppate nella rotonda di Santa Maria degli Angeli. Essa è fulcro visivo dell'intera cattedrale e conclude formalmente le linee ascendenti che corrono lungo i costoloni. Inoltre essa ha il compito statico di chiudere gli sproni e le otto vele circostanti. Nel disegnarla Brunelleschi si ispirò forse alle oreficerie sacre, come gli incensieri o gli ostensori, ingrandendole su scala monumentale. La lanterna odierna è forse stata alterata in fase di realizzazione rispetto al progetto originario, per la presenza di ornamenti eleganti e raffinati, più in sintonia con lo stile della metà del secolo, dominato dalla figura di Leon Battista Alberti.

### Le tribune morte (dal 1438)

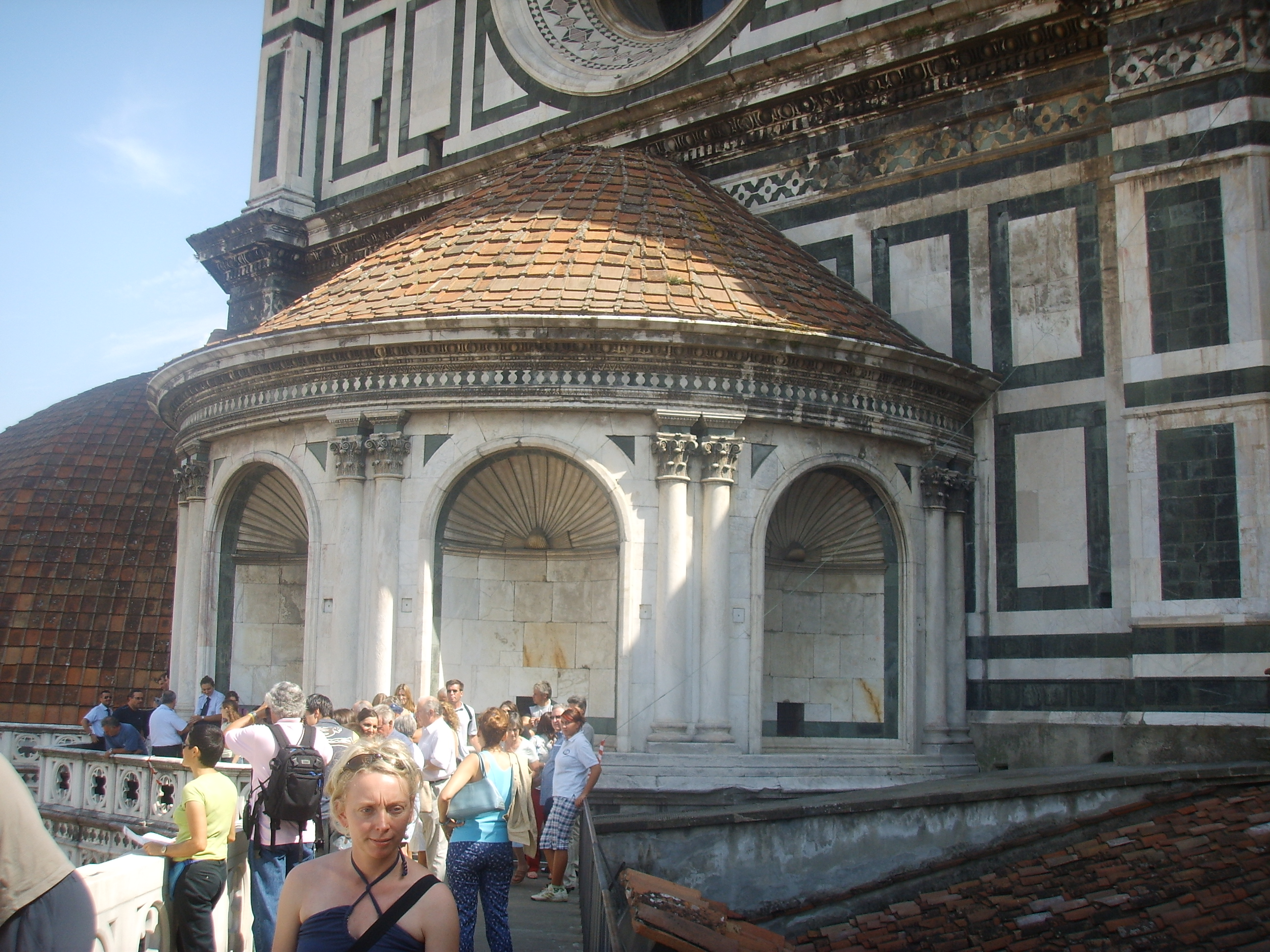
Una delle tribune morte, lato nord

Nel 1445, mentre Brunelleschi stava mettendo in opera la lanterna, iniziò anche un'importante aggiunta alla zona absidale del Duomo, cioè le "tribune morte" (ovvero "cieche", prive di aperture), progettate fin dal 1438.
Sono dei tempietti a base semicircolare addossati alle pareti esterne del tamburo, nei punti sgombri tra le tribune delle absidi. La loro superficie è articolata da cinque nicchie marmoree alternate a coppie di semicolonne corinzie, in modo da accentuare i volumi con il chiaroscuro dei vuoti e pieni.
Le funzioni delle tribune sono essenzialmente quella di dilatare ulteriormente lo spazio radiale delle absidi creando una sorta di corona, armonizzare la superfici facendo da mediazione con il tamburo che emerge, e anticipare la mole della cupola. Inoltre vennero costruite anche per ragioni statiche, quali corpi spingenti alla base della cupola: infatti sezionando queste strutture otteniamo degli archi rampanti, simili ai contrafforti delle chiese gotiche.

### Il progetto per palazzo Medici/Pitti (1443 circa)

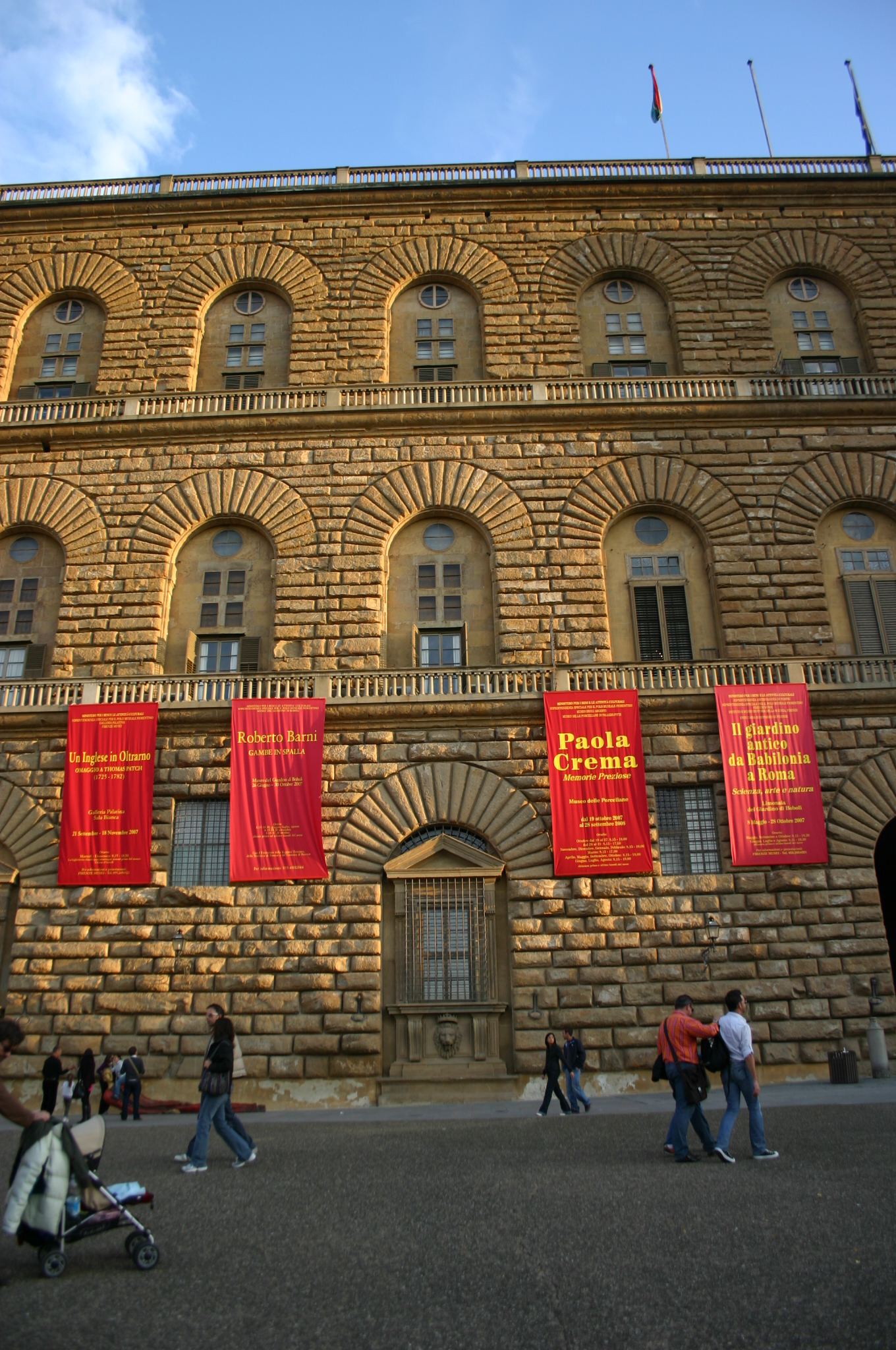
Il nucleo quattrocentesco di Palazzo Pitti

Nel 1439 Brunelleschi allestì la famosa rappresentazione vivente dell'Annunciazione, durante il Concilio di Firenze.
Giorgio Vasari riporta nelle Vite un episodio della vita di Brunelleschi che non ha trovato riscontri documentari e che è oggetto di valutazioni controverse da parte degli storici dell'arte. Non compare neanche nella biografia del Manetti, che però è incompiuta proprio sugli ultimi anni di vita dell'artista. Nel 1443 Cosimo il Vecchio comprò alcuni edifici e terreni in via Larga per farne il proprio palazzo, costruito di lì a pochi anni da Michelozzo. Ma Vasari riporta che il capostipite di casa Medici si rivolse innanzitutto a Filippo Brunelleschi nel 1442, che gli portò un modello per il suo palazzo il quale venne però scartato poiché troppo "suntuoso e magnifico", tale da destare pericolose invidie. Secondo il progetto di Filippo l'accesso principale avrebbe dovuto essere su piazza San Lorenzo (dove oggi si trovano le mura del giardino).
Il progetto venne poi scelto dal rivale di Cosimo, il banchiere Luca Pitti, che lo mise in opera solo nel 1458, ben oltre la morte di Filippo, costituendo il nucleo primitivo dell'attuale palazzo Pitti; sempre secondo la testimonianza di Vasari il Pitti richiese espressamente che le finestre del suo palazzo fossero grandi quanto le porte di palazzo Medici e che il cortile potesse contenere tutto palazzo Strozzi, il più grande edificio privato cittadino: in effetti tali condizioni sono soddisfatte, sebbene le finestre fossero originariamente aperte per formare una loggia e sebbene palazzo Pitti abbia solo tre lati invece di quattro, disposti attorno all'enorme cortile (rifatto nel XVI secolo). Il nucleo originale del palazzo corrisponde alle sei finestre centrali e il portale, con la facciata composta secondo un modulo fisso, che ricorre nell'ampiezza delle aperture e nella loro distanza; moltiplicato per due dà l'altezza delle aperture e per quattro l'altezza dei piani.
Nuova fu anche la presenza di una piazza antistante il palazzo, la prima destinata a un palazzo privato a Firenze, che permetteva una visuale frontale e centrata dal basso, secondo il punto di vista privilegiato definito anche da Leon Battista Alberti.

### Il pulpito di Santa Maria Novella (1443)
Nel 1443 disegnò e approntò un modello ligneo per il pulpito di Santa Maria Novella, realizzato poi dal Buggiano. Lo stesso anno è incisa la data sulla parete settentrionale della Cappella dei Pazzi, probabile conclusione dei lavori, mentre a un anno prima risale la data a cui fanno riferimento le mappe astronomiche nella sagrestia Vecchia e nella stessa cappella dei Pazzi (4 luglio 1442), legata probabilmente al ricordo della venuta in città di Renato d'Angiò.

### Santo Spirito (dal 1444)

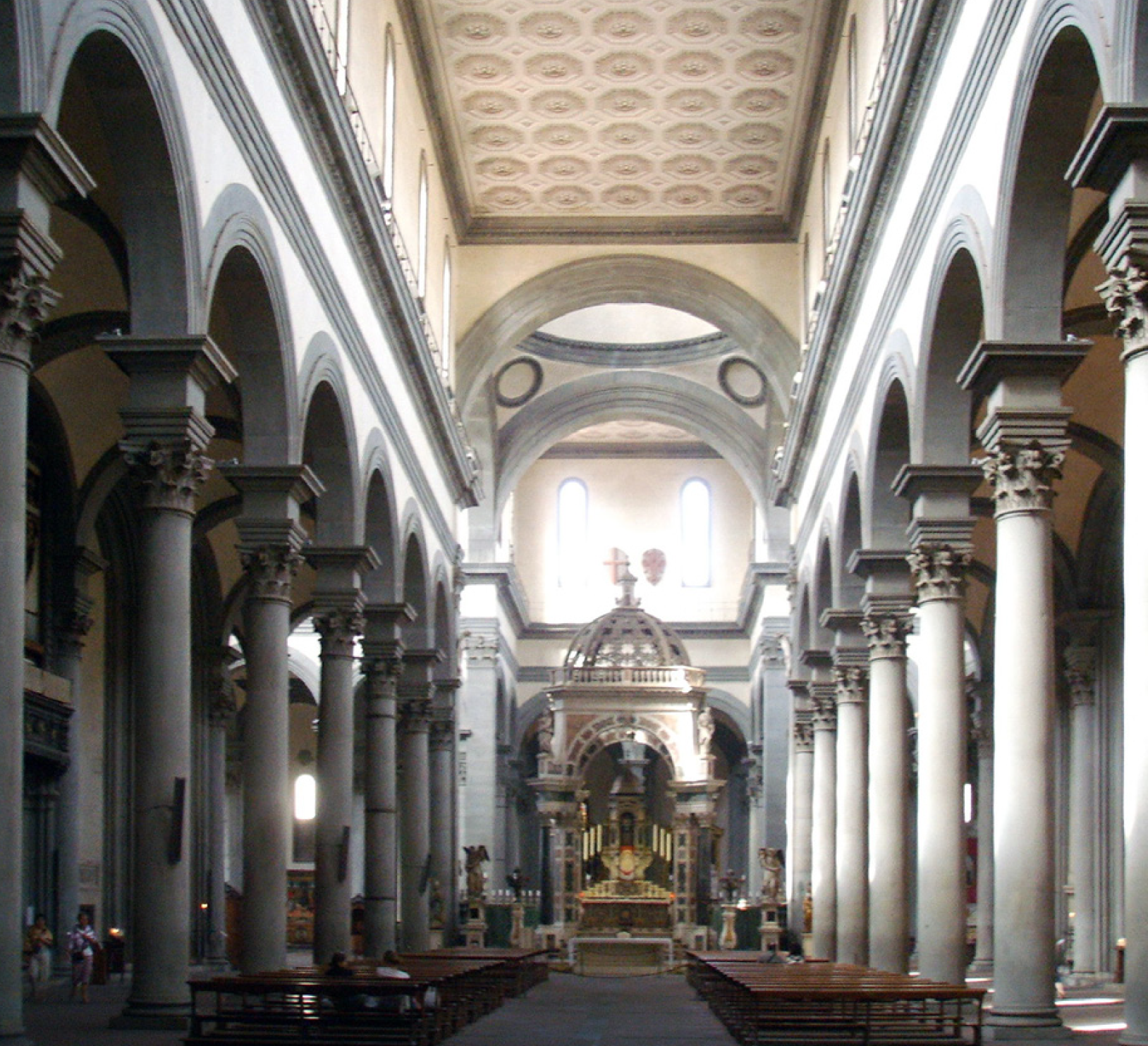
Interno di Santo Spirito

La ristrutturazione della basilica di Santo Spirito, progettata dal 1428 e messa sotto contratto nel 1434, venne realizzata solo a partire dal 1444. Nel 1446 giunse a Santo Spirito il primo fusto di colonna.
Nonostante le modifiche al progetto originario apportate dai continuatori, la chiesa rappresenta il capolavoro delle ultime meditazioni di Brunelleschi sul modulo e sulla combinazione tra croce latina e pianta centrale, con un'articolazione degli spazi molto più ricca e complessa di San Lorenzo. Si tratta di una nuova interpretazione della classicità non solo nei metodi ma anche nell'imponenza e monumentalità. Un colonnato continuo di campate quadrate con volta a vela circonda tutta la chiesa compreso il transetto e il capocroce, creando un camminamento (come nel Duomo di Pisa o di Siena) dove si aprono quaranta cappellette a nicchia. I profili delle nicchie dovevano essere nei progetti visibili dall'esterno, come nel Duomo di Orvieto, creando un rivoluzionario effetto di forte chiaroscuro e movimento delle masse murarie, che fu sostituito in fase costruttiva con un più tradizionale muro rettilineo.

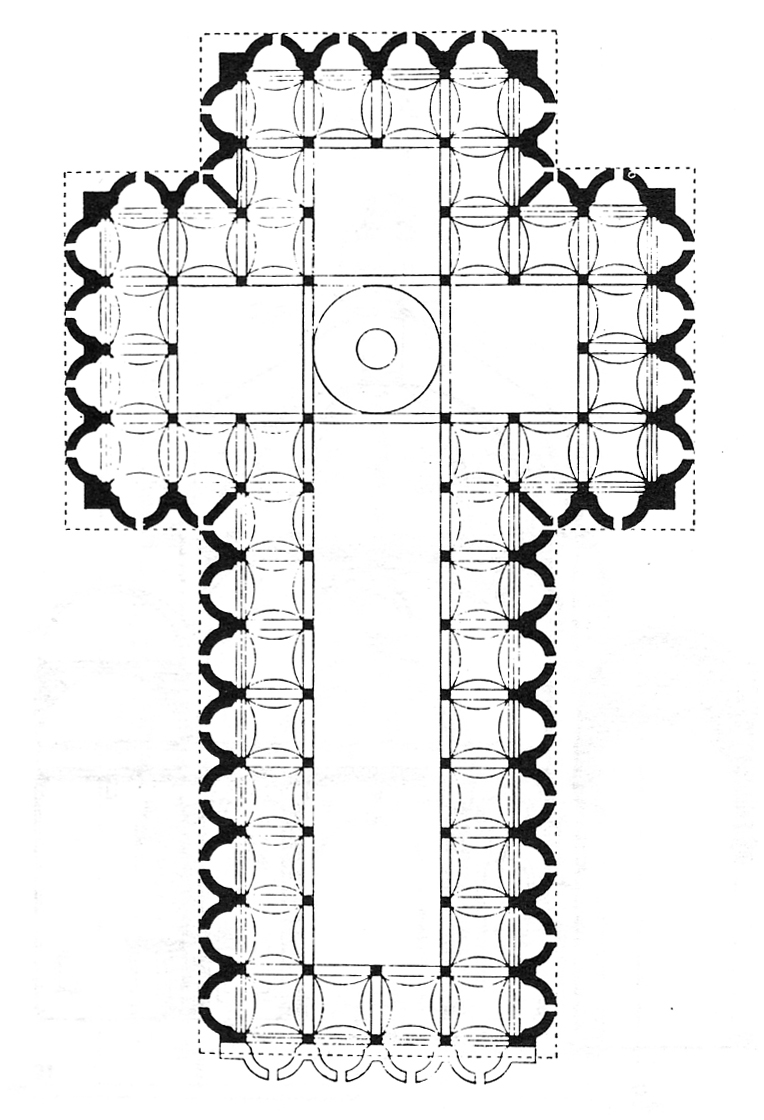
Pianta di Santo Spirito secondo il progetto originario di Brunelleschi

All'incrocio dei bracci si trova la cupola, originariamente pensata da Brunelleschi senza tamburo, come nella Sagrestia Vecchia, in modo da illuminare con maggiore intensità la mensa dell'altare centrale, rendendo più esplicita l'allusione alla luce divina dello Spirito Santo, al quale è dedicata la chiesa. Anche la copertura della navata centrale sarebbe dovuta essere con volta a botte invece che con controsoffitto piano, così da accentuare l'effetto di dilatazione dello spazio interno verso l'esterno, come se la chiesa "gonfiasse". Le campate dovevano continuare anche in controfacciata, con l'originale creazione di quattro portali, a fronte di sole tre navate.
Nonostante queste manomissioni a Santo Spirito il distacco dalla tradizione gotica si approfondisce e diviene definitivo. Il modulo della campata di undici braccia fiorentine arriva a definire ogni parte della chiesa. Entrando nella chiesa e camminando verso il capocroce si può cogliere l'estremo dinamismo del variare continuo del punto di vista attraverso la sequenza ritmica degli archi e delle colonne, che creano filari prospettici anche trasversalmente, verso le nicchie e i portali. Il tutto dà però, a differenza delle chiese gotiche, l'effetto di estrema armonia e chiarezza dell'insieme, grazie alla regolazione secondo principi razionali unitari.
La luce evidenzia il ritmo arioso ed elegante degli spazi, entrando in maniera graduale attraverso le differenti aperture, più ampie nel cleristorio della navata centrale e dagli oculi della cupola. Le navate laterali si trovano così ad essere più scure, dirigendo l'occhio inevitabilmente verso il nodo luminoso: l'altare centrale.

### Gli ultimi anni e la morte (1445–1446)

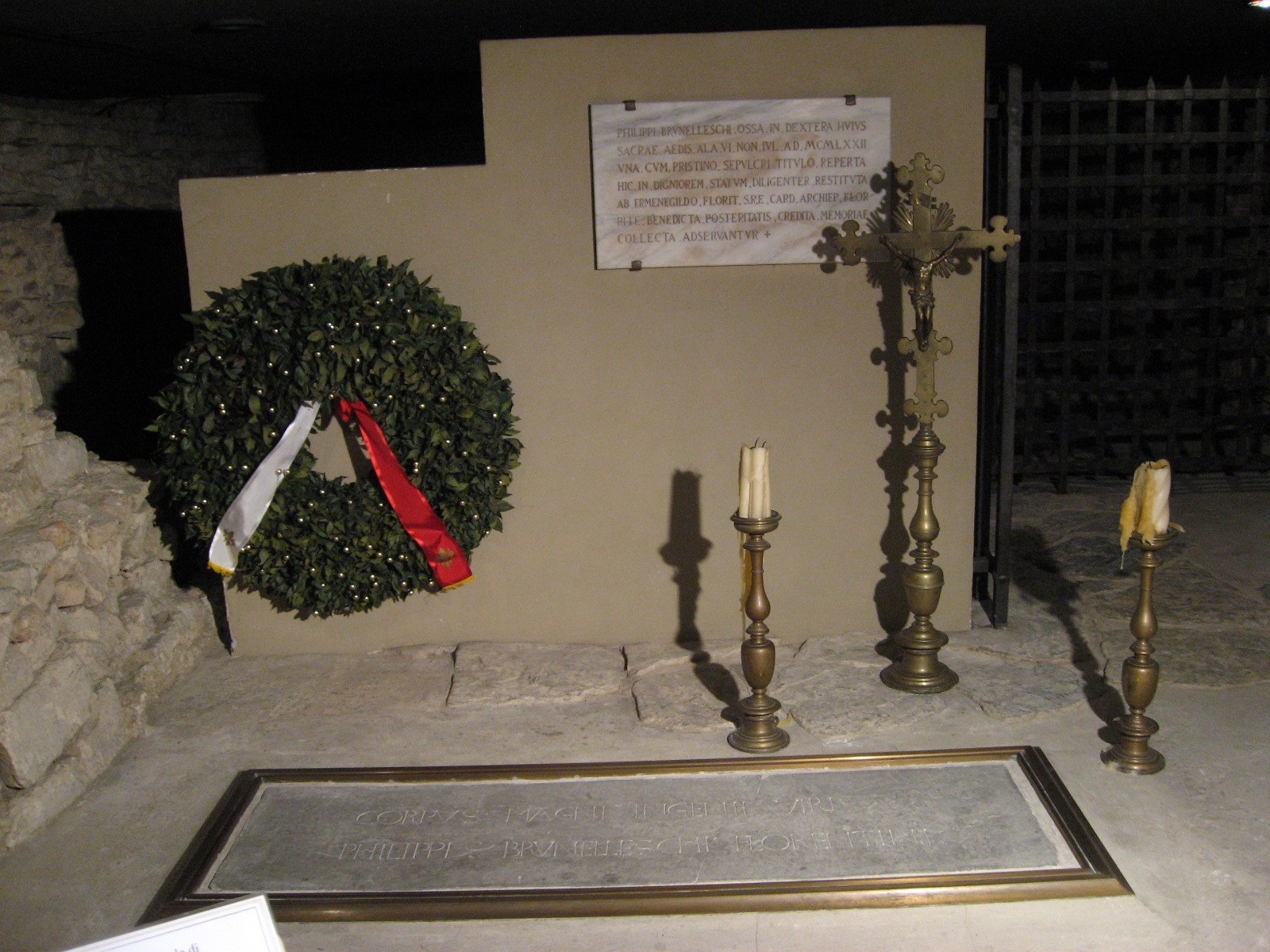
La sepoltura di Brunelleschi in Santa Maria del Fiore

Nel 1445 veniva inaugurato, sebbene non ancora concluso, lo Spedale degli Innocenti, la prima architettura avviata da Brunelleschi. Lo stesso anno si iniziò la costruzione delle Tribune morte del Duomo, progettate fin dal 1438, e nel febbraio/marzo 1446 veniva messa in opera la lanterna della cupola.
Brunelleschi morì a Firenze nella notte tra il 15 e il 16 aprile del 1446, lasciando come erede, di una casa e di 3.430 fiorini, il figlio adottivo Buggiano.
La sua tomba venne inizialmente collocata in un loculo nel campanile di Giotto e trasferita solennemente in duomo il 30 settembre dello stesso anno. Persa la sua localizzazione nel corso dei secoli, fu riscoperta solo nel 1972, durante gli scavi della chiesa di Santa Reparata sotto la cattedrale.
Secondo Antonio Manetti: "Gli fu fatto tanto onore d'essere seppellito in Santa Maria del Fiore, e postovi l'effigie sua al naturale, secondo che si dice, scultura di marmo a perpetua memoria, con uno tanto epitaffio":
(Epitaffio di Brunelleschi nel Duomo di Firenze)
L'epitaffio si trova nella navata sinistra, al di sotto del busto del Buggiano, che fa parte della serie di artisti illustri che hanno contribuito, nei secoli, allo splendore della cattedrale: gli altri sono Arnolfo di Cambio, Giotto, Antonio Squarcialupi, Marsilio Ficino ed Emilio de Fabris.

## Lo scenografo
(Vasari, Le vite de' più eccellenti pittori, scultori e architettori, edizione del 1550.)

Ricostruzione in modello dell'"ingegno" dell'Annunciazione di San Felice in Piazza di Brunelleschi

Secondo Giorgio Vasari Brunelleschi fu l'inventore dei macchinari scenici per l'annuale rievocazione dell'Annunciazione che si teneva in San Felice in Piazza e, secondo attribuzioni più recenti, fu responsabile, direttamente o tramite collaboratori della sua cerchia come il Cecca, degli "ingegni" scenici per l'Ascensione, rievocata ogni anno in Santa Maria del Carmine, e per la celebre annunciazione vivente allestita nel 1439, forse nella Santissima Annunziata o in San Marco, in occasione del Concilio di Firenze. Un testimone oculare di queste ultime due rappresentazioni fu il prelato ortodosso Abramo di Souzdal che, giunto al seguito del metropolita di Kiev, lasciò una dettagliata descrizione in slavo antico.
L'annunciazione del 1439 per esempio prevedeva il passaggio di un angelo lungo tutta la navata della chiesa, sospeso sopra gli spettatori. Scorreva su un canapo che andava dalla "tribuna dell'Empireo", sopra il portale della chiesa dove si trovava la rappresentazione del Padreterno, fino alla sommità del tramezzo, dove stava Maria in una cella. Dopo aver dato l'annuncio tornava verso l'Empireo, scambiandosi con un fuoco d'artificio che veniva in senso opposto e che rappresentava lo Spirito Santo. L'effetto scenografico di queste rappresentazioni sopravvive ancora oggi nella festa pasquale dello scoppio del carro dove la colombina, sospesa su cavi, attraversa velocemente il Duomo di Firenze, dal carro posto sul sagrato della chiesa fino all'altare maggiore e viceversa.
L'"ingegno" di San Felice in Piazza invece prevedeva un'apertura rotonda che improvvisamente si apriva con fragore mostrando una grande nicchia rialzata sopra l'altare, illuminata da fiammelle come un cielo stellato, dove stavano il Padreterno e dodici angeli cantori. Sotto di esso si trovava appesa una struttura a forma di cupola rotante, il "mazzo", con attaccati otto angeli impersonati da fanciulli che cantavano le lodi di Maria, dal centro della quale si abbassava una mandorla, illuminata ai bordi con piccole lucerne, con un giovane che impersonava l'arcangelo Gabriele, che arrivava al suolo e visitava Maria, seduta dentro una specie di tempietto. Il gruppo rotante di angeli in "volo", riproposto probabilmente anche in anni successivi, dovette fare da ispirazione per la composizione della Natività mistica di Sandro Botticelli (1501).
Gli allestimenti di Brunelleschi inaugurarono un nuovo modo di spettacolarizzare le rievocazioni sacre, usando sia una scenografia fissa che apparati semoventi, in grado di ricreare l'illusione del volo di angeli. Nel fare questo Brunelleschi si servì della grande esperienza messa punto nella progettazione di macchinari, argani, congegni per il sollevamento, la sospensione e la trazione di materiali, usati nei suoi cantieri. Il tutto era reso più spettacolare anche dall'uso di giochi pirotecnici, illuminazioni improvvise, tendaggi. La ricostruzione lignea in scala di questi apparati è stata fatta alla mostra Il luogo teatrale a Firenze del 1975 curata dallo storico dello spettacolo Ludovico Zorzi.

## Le fattezze di Brunelleschi

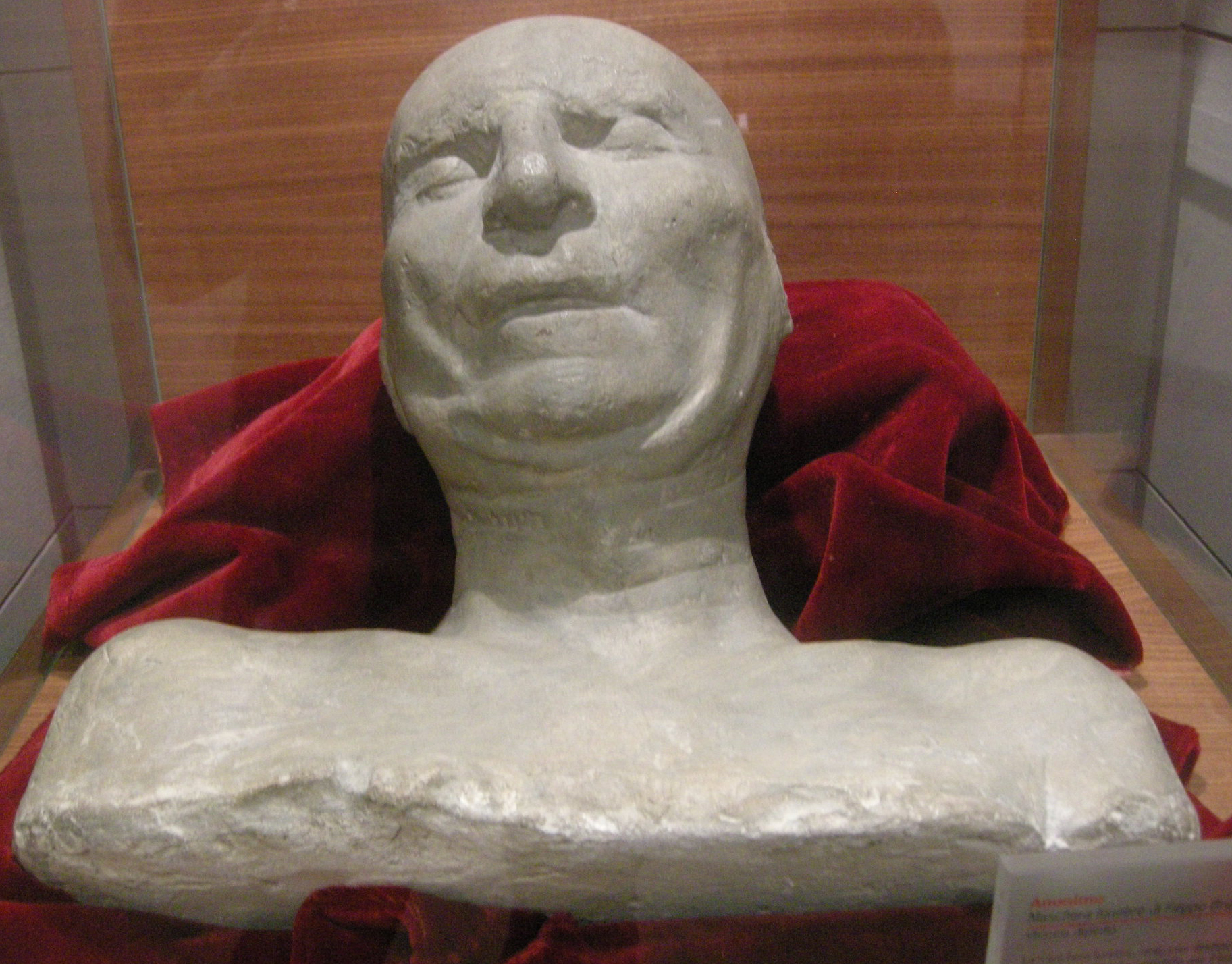
Maschera funeraria di Brunelleschi (1456), Museo dell'Opera del Duomo, Firenze

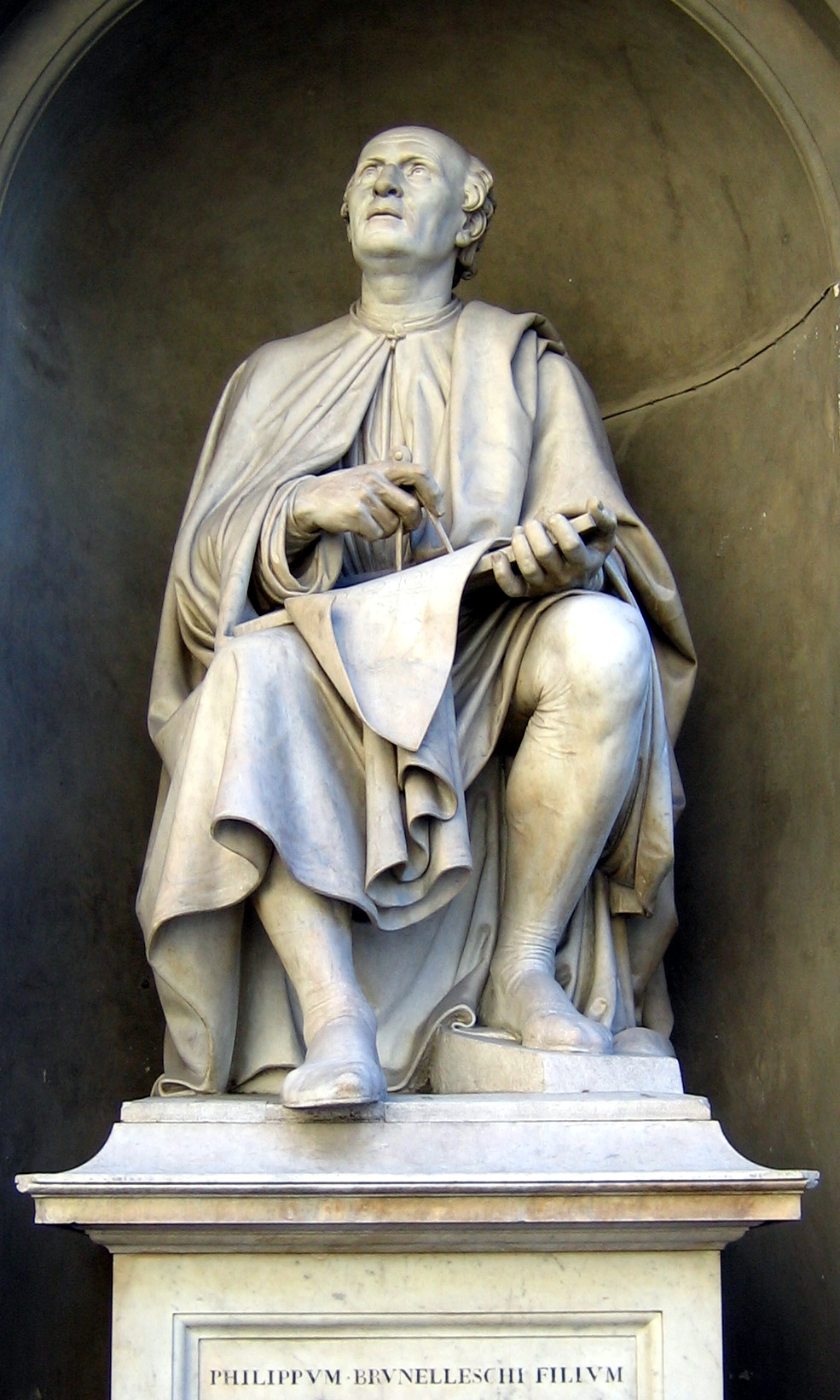
Scultura di Brunelleschi (in piazza del Duomo) che leva lo sguardo per osservare la Cupola del Cattedrale

Conosciamo l'aspetto di Filippo Brunelleschi da vari ritratti. Ci è pervenuta anche la maschera funeraria in stucco bianco che, presa subito dopo il decesso, è oggi conservata nel Museo dell'Opera del Duomo. A partire da essa si ispirò il Buggiano per scolpire il busto "clipeato" che si trova ancora oggi sulla parete della navata sinistra del Duomo di Firenze. Il maestro vi è ritratto senza gli strumenti tipici del mestiere di architetto (compasso, disegni di progetti), a sottolineare la sua superiorità intellettuale rispetto alla prassi artigianale, come indica anche l'epitaffio sottostante in latino, dettato da Carlo Marsuppini.
I suoi resti, rinvenuti nel 1972, testimoniano la bassa statura e la corporatura gracile, confermando la descrizione di Vasari, che lo ricorda come "sparuto nella persona". La testa era grande, superiore alla media, e dai ritratti si è ricostruito il cranio calvo, gli orecchi pronunciati, il naso largo, le labbra sottili.
Una sua effigie in età più giovane dovrebbe trovarsi nel San Pietro in cattedra, affresco di Masaccio nella Cappella Brancacci di Firenze, accanto ad altri artisti dell'epoca tra i quali lo stesso Masaccio, Leon Battista Alberti e, forse, Masolino. Sempre secondo la tradizione Filippo fece da modello a Donatello per la statua del Profeta imberbe, destinata al campanile di Santa Maria del Fiore (1416-1418). Il profilo di Filippo compare anche nel dipinto dell'anonimo fiorentino del 1470 circa, già attribuito a Paolo Uccello, assieme ad altri quattro fondatori delle arti figurative fiorentine: Giotto, Paolo Uccello stesso, Donatello e Antonio Manetti. A questa immagine si ispirò l'incisore che curò i ritratti dell'edizione del 1568 delle Vite de' più eccellenti pittori, scultori e architettori.
Tra i ritratti più tardi, tutti derivati da questi prototipi, ci sono un busto marmoreo di Giovanni Bandini, sempre all'Opera del Duomo (seconda metà del XV secolo), o la statua di Luigi Pampaloni in piazza del Duomo (1835 circa), che lo raffigura mentre guarda verso il suo capolavoro: la Cupola.

## Elenco delle opere

### Scultura
- Altare argenteo di San Jacopo, cattedrale di Pistoia (1400–1401)
  - Sant'Agostino (attr.)
  - San Giovanni Evangelista (attr.)
  - Geremia e Isaia (attr.)
- Sacrificio di Isacco, Museo del Bargello, Firenze (1401)
- Madonna col Bambino (attr.), palazzo Davanzati, Firenze (1402–1405 circa) – se ne conoscono circa ottanta repliche con lievi differenze, sparse nei musei del mondo.
- Crocifisso di Brunelleschi, cappella Gondi in Santa Maria Novella, Firenze (1410–1415 circa)
- San Pietro (attr.), Museo di Orsanmichele, Firenze (1412 circa)
- Pulpito di Santa Maria Novella (disegno), scolpito dal Buggiano, Santa Maria Novella, Firenze (1443)

### Architettura

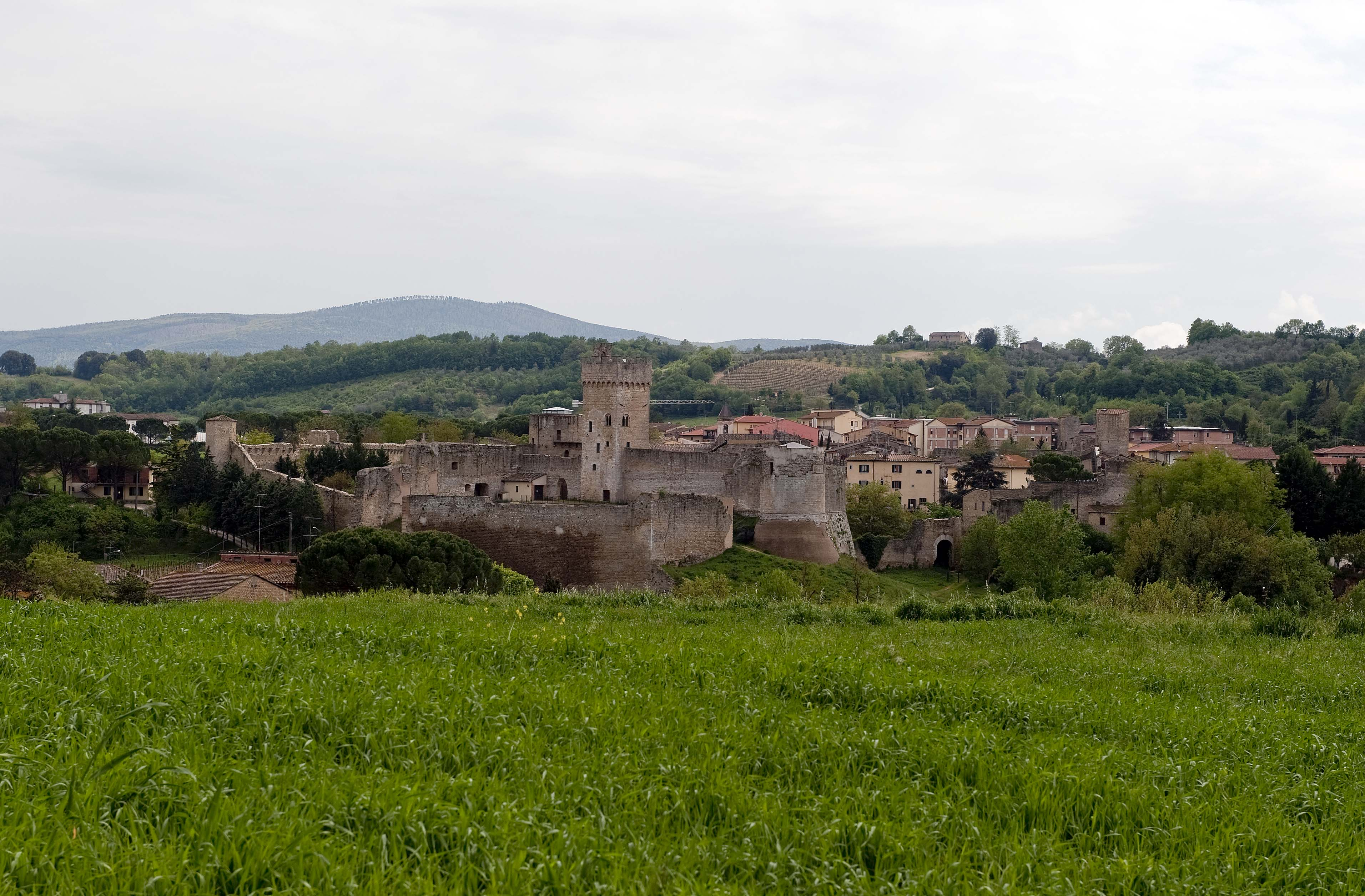
Staggia senese

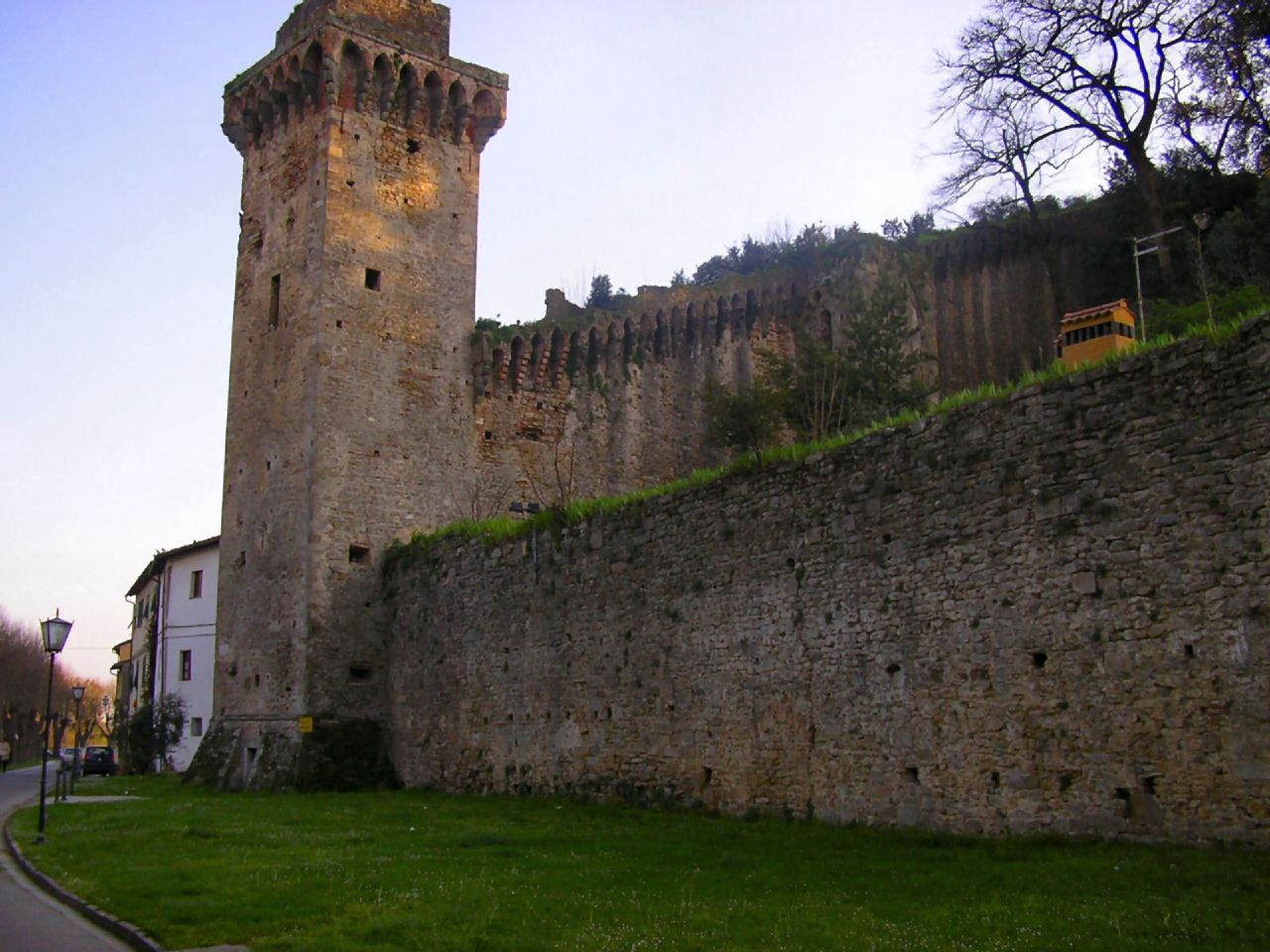
Vicopisano

- Cupola di Santa Maria del Fiore, Firenze (1418–1434)
- Spedale degli Innocenti, Firenze (1419–1427, completato da altri)
- Cappella Barbadori, Santa Felicita (1420)
- Ampliamento del palagio di Parte Guelfa, Firenze (1420 circa)
- Sagrestia Vecchia, San Lorenzo, Firenze (1421–1426)
- Basilica di San Lorenzo, Firenze (1421 circa - completata da altri)
- Mura di Lastra a Signa (risistemazione, 1424–1425)
- Mura di Signa (risistemazione, 1424)
- Mura di Malmantile (1424)
- Cappella de' Pazzi, Firenze (1429 circa - completata da altri)
- Palazzo Bardi?, Firenze (anni 1430)
- Castello di Staggia Senese (1431)
- Rotonda di Santa Maria degli Angeli, Firenze (1434–1437 - completata da altri)
- Rocca di Vicopisano (1435–1440)
- Rocca di Castellina in Chianti
- Castello di Rencine (ristrutturazione)
- Basilica di Santo Spirito, Firenze (1444 - completata da altri)
- Progetto di palazzo Pitti?, Firenze (iniziato postumo, dal 1458)